# Campeche
Campeche, oficialmente el Estado Libre y Soberano de Campeche (en maya peninsular: U Péetluꞌumil Kaanpech; nombre oficial a nivel federal por parte del INALI), es uno de los treinta y un estados que, junto con la Ciudad de México, conforman México. Su capital y ciudad más poblada es San Francisco de Campeche y se encuentra dividido en trece municipios.
Está ubicado en la península de Yucatán en la región sureste del país, colindando al norte y noreste con Yucatán, al este con Quintana Roo, al sur con el departamento de Petén en Guatemala y Belice, al oeste con el golfo de México y al suroeste con Tabasco.
Con millón 49 mil 244 habitantes en 2023, es el tercer estado menos poblado —por delante de Baja California Sur y Colima, el menos poblado—, y con 14,20 hab./km² (habitantes por kilómetro cuadrado), el cuarto menos densamente poblado —por delante de Chihuahua, Durango y Baja California Sur, el menos densamente poblado—. Se fundó el 29 de abril de 1863. 
Desde el punto de vista físico, Campeche se encuentra en una posición de transición entre la selva tropical del Petén guatemalteco y la selva baja caducifolia del extremo norte de la península de Yucatán.

## Toponimia
Existen diversas teorías acerca del origen de la palabra Campeche (del maya: kaan peech ‘serpiente y garrapata’). Otros indican que Campeche se deriva de las palabras k'iin (del maya: K'iin ‘sol’) que significa sol y peech, como ya se indicó, garrapata. Algunos suponen que a este nombre (k'iin peech) se le puede agregar el prefijo aj que quiere decir lugar y en conjunto diría "lugar del señor sol garrapata".

## Escudo
El escudo data del 1 de octubre de 1777 cuando el rey Carlos III de España le otorgó a San Francisco de Campeche el reconocimiento de ciudad (antes villa), y con ello un escudo de armas. Posteriormente, cuando se creó el Estado de Campeche el 29 de abril de 1863, se adoptó el escudo de su capital como el escudo estatal. El escudo del estado de Campeche es uno de los más ornamentados del país y conserva su vigencia hasta nuestros días desde épocas coloniales.
|  | El escudo de Campeche está blasonado así: El escudo está dividido en cuatro partes. A cada una de ellas se le llama cuartel. El fondo rojo de los cuarteles que se encuentra arriba a la izquierda y abajo a la derecha, significa valentía, firmeza y honradez, mientras que las torres manifiestan la grandeza y poder en la defensa del territorio. Los navíos de los cuarteles superior derecho e izquierdo indican la condición de puerto marítimo importante y el azul que los enmarca, suma a estas virtudes la pureza de sentimientos, la lealtad y la honestidad. El escudo cuenta con una bordadura de oro, y en la parte superior central se observa una corona real, que expresa majestuosidad. |

## Historia

Expedición de Francisco Hernández de Córdoba a la península de Yucatán en los primeros meses de 1517.

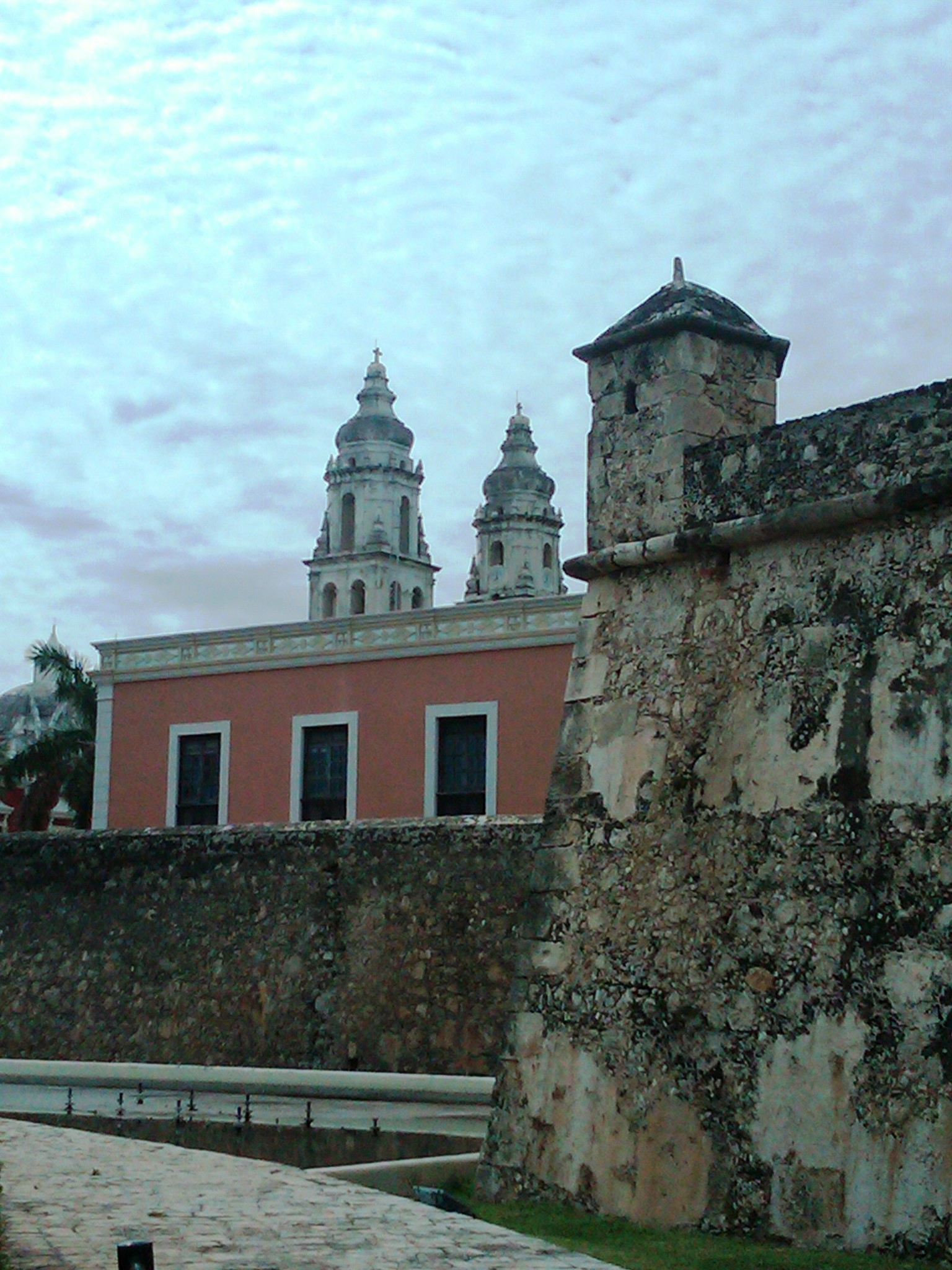
Detalle de la Muralla de la Ciudad de San Francisco de Campeche.

La historia de Campeche propiamente dicha empieza en la primera mitad del siglo XVI. Antes de eso, el territorio que hoy se denomina Campeche y, en general, la península de Yucatán, era un reducto territorial en el que se desarrolló, probablemente por más de un milenio, el pueblo y la cultura maya y que fue llamado por los propios mayas, el Mayab.

### Poblamientos prehispánicos
Los indicios más tempranos de ocupación humana, en el actual territorio de Campeche, se remontan a fines del Preclásico Medio, hacia 550 a. C. Durante esa época, la región de las tierras bajas mayas experimentó diversos movimientos migratorios que llevaron de sur a norte a núcleos importantes de gente, quizá para colonizar regiones hasta ese momento vacías. Este movimiento seguramente tuvo como causa un crecimiento de la población que obligó a buscar nuevas tierras. Se ha encontrado evidencias de ello en sitios como Becán, Edzná, Dzibilnocac, El Aguacate y Alimoche.
En la costa los primeros asentamientos parecen ser el resultado de dos corrientes migratorias: el suroeste fue ocupado por grupos procedentes directamente de las tierras bajas mayas del sur, mientras que en la costa norte los grupos procedían del interior de la península. Los sitios más representativos de la costa sur son Aguacatal, Xicalango y Tixchel.

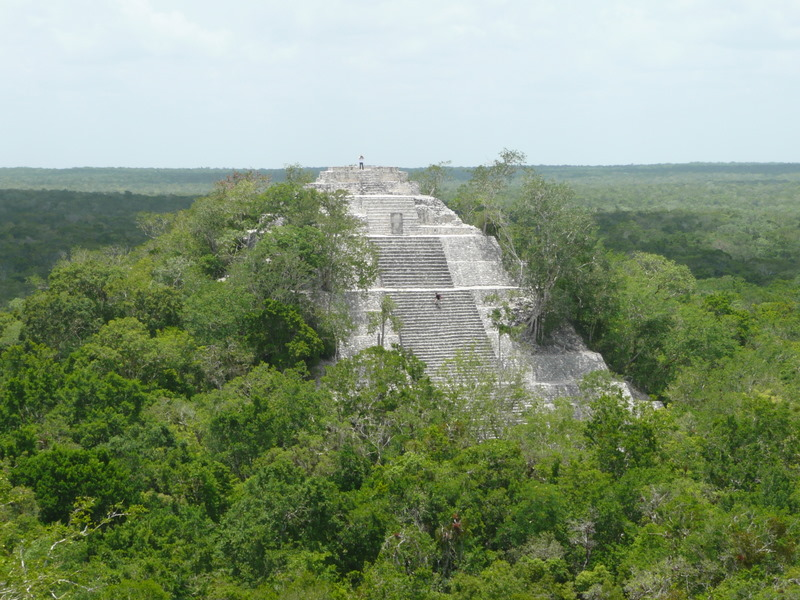
Estructura II de Calakmul.

Los primeros habitantes de Aguacatal llegaron entre 300 y 100 a. C., y eran portadores de una cultura avanzada, con edificios templo y una cerámica tipo Chicanel. Existen múltiples sitios costeros con habitación, durante el Preclásico Tardío. Eran comunidades agrícolas, aunque parte de su subsistencia se basaba en la explotación de los recursos marinos. Por otro lado, la mayoría de los sitios tempranos de la costa noroeste de Campeche fueron basureros y depósitos de concha. Eran comunidades de subsistencia. La extracción y comercialización de la sal fue la actividad principal de estos grupos, en los lugares donde fue posible su explotación. En esta parte de la costa, los asentamientos más importantes surgieron durante el periodo Clásico. En el Preclásico Tardío los asentamientos fueron mínimos.

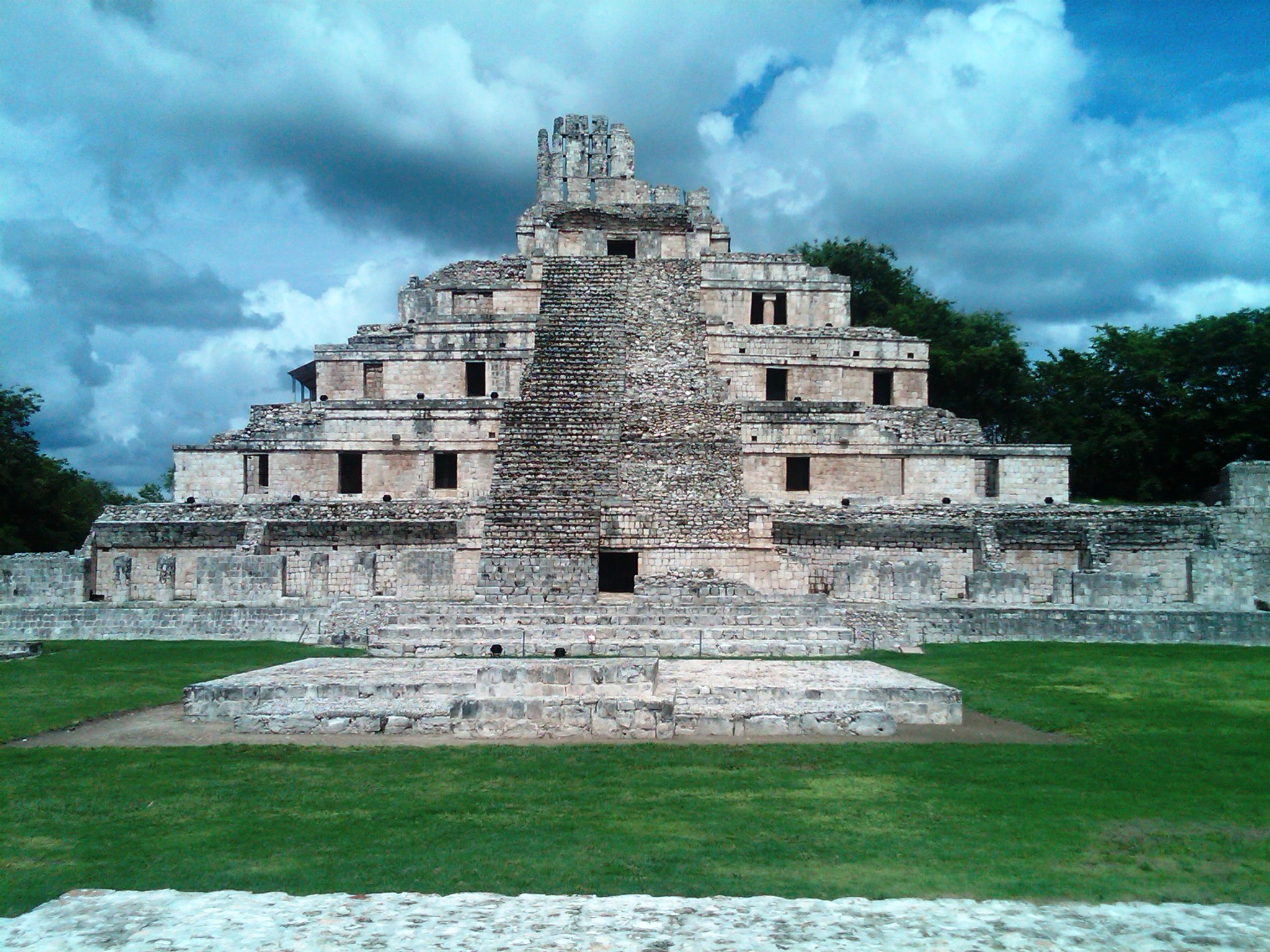
Zona arqueológica de Edzná.

Existen, desde luego, muchos otros sitios arqueológicos en Campeche que, sin duda, tuvieron sus inicios durante el Preclásico Medio y Superior, como Calakmul, Hormiguero y Río Bec, en el sur; El Tigre, en el suroeste; Dzibilnocac y Tabasqueño, en el centro, y Jaina, en la costa norte.
El final del Preclásico Medio y el Tardío fueron periodos de una gran dinámica, en los cuales hubo un aumento general de las poblaciones, posiblemente con presiones demográficas que habían de catalizar la organización política y los enfrentamientos armados, eran comunidades portadoras de una agricultura extensiva e intensiva, así como poseedoras de una cerámica perteneciente a la esfera Chicanel. Para esa época ya existía un sistema de comercio que permitía el intercambio de ciertos productos entre comunidades del sur y del norte.

### Después de la conquista española
Poco después de la Conquista, empezaron a arribar al puerto de Champotón los primeros evangelizadores: fray Diego de Landa, fray Juan de la Puerta, fray Luis de Villalpando, fray Diego de Béjar y fray Melchor de Benavente. Ellos iniciaron la evangelización en San Francisco de Campeche, Calkiní, Champotón y Mérida. También fungieron como educadores, enseñando a los indígenas las letras y los números.

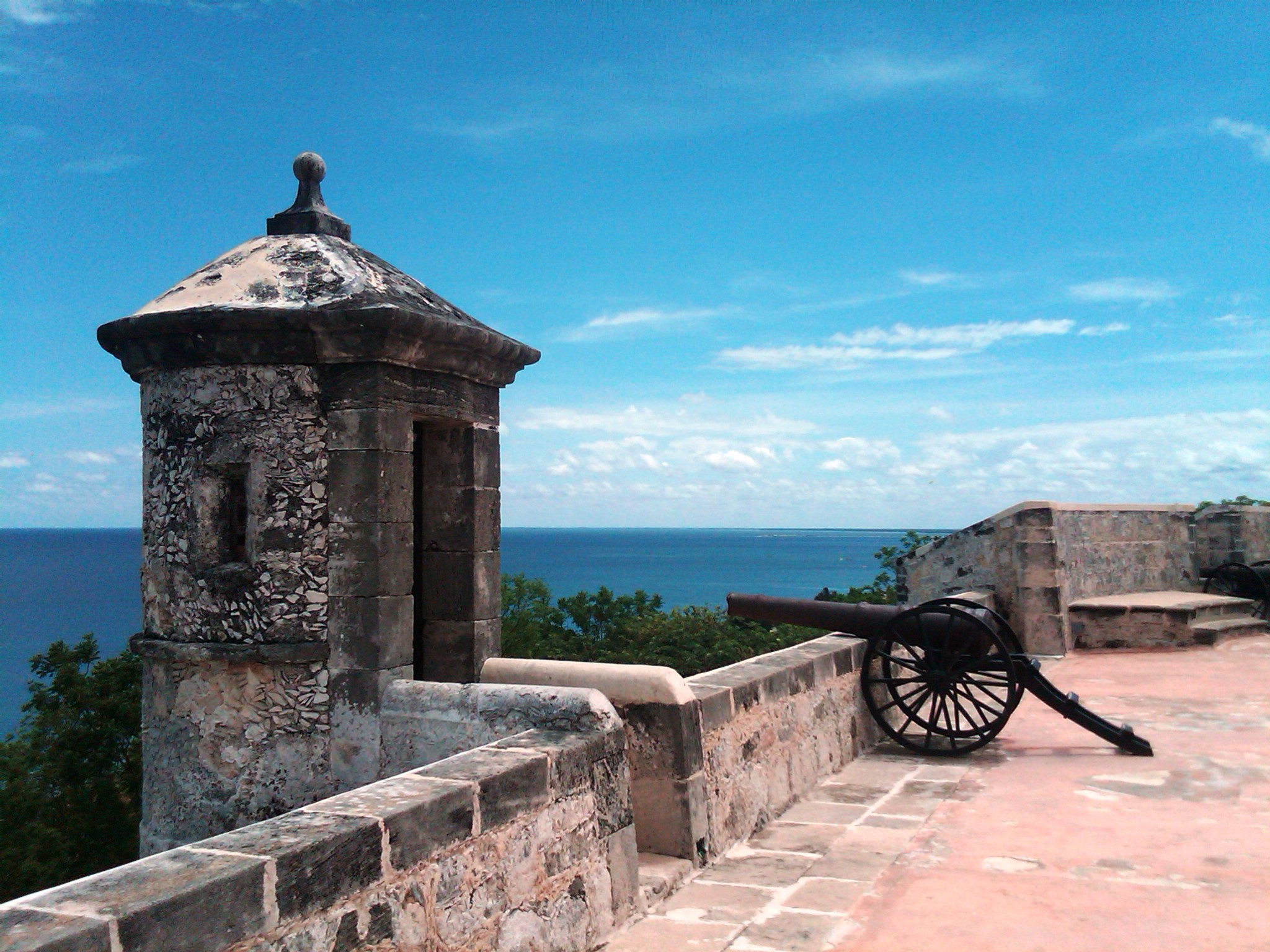
Vista del Fuerte de San Miguel. Campeche

En 1531 llegó a Campeche el adelantado Francisco de Montejo y fundó ahí la villa de Salamanca de Campeche, nombró como alcalde a Gonzalo Nieto y siguió su camino para recorrer el resto de la península. Cuatro años después, tanto el alcalde como su guarnición, abandonaron la villa y se fueron a Tabasco.
En 1540, Francisco de Montejo, hijo del conquistador con el mismo nombre, llegó a tierras campechanas, se enfrentó a los mayas del lugar apoyado por nativos de otras regiones de Mesoamérica, los venció y fundó el 4 de octubre la ciudad de San Francisco de Campeche.
En el año de 1543, se creó la Audiencia de los Confines de Guatemala (Real Audiencia de Guatemala. Al año siguiente, Yucatán se incorporó a dicha institución. Campeche, Champotón, Hecelchakán y Calkiní se empiezan a poblar de españoles. Las regiones de los Chenes y la selva campechana quedan como zonas rurales, donde los pueblos indígenas eran sometidos a encomenderos españoles.

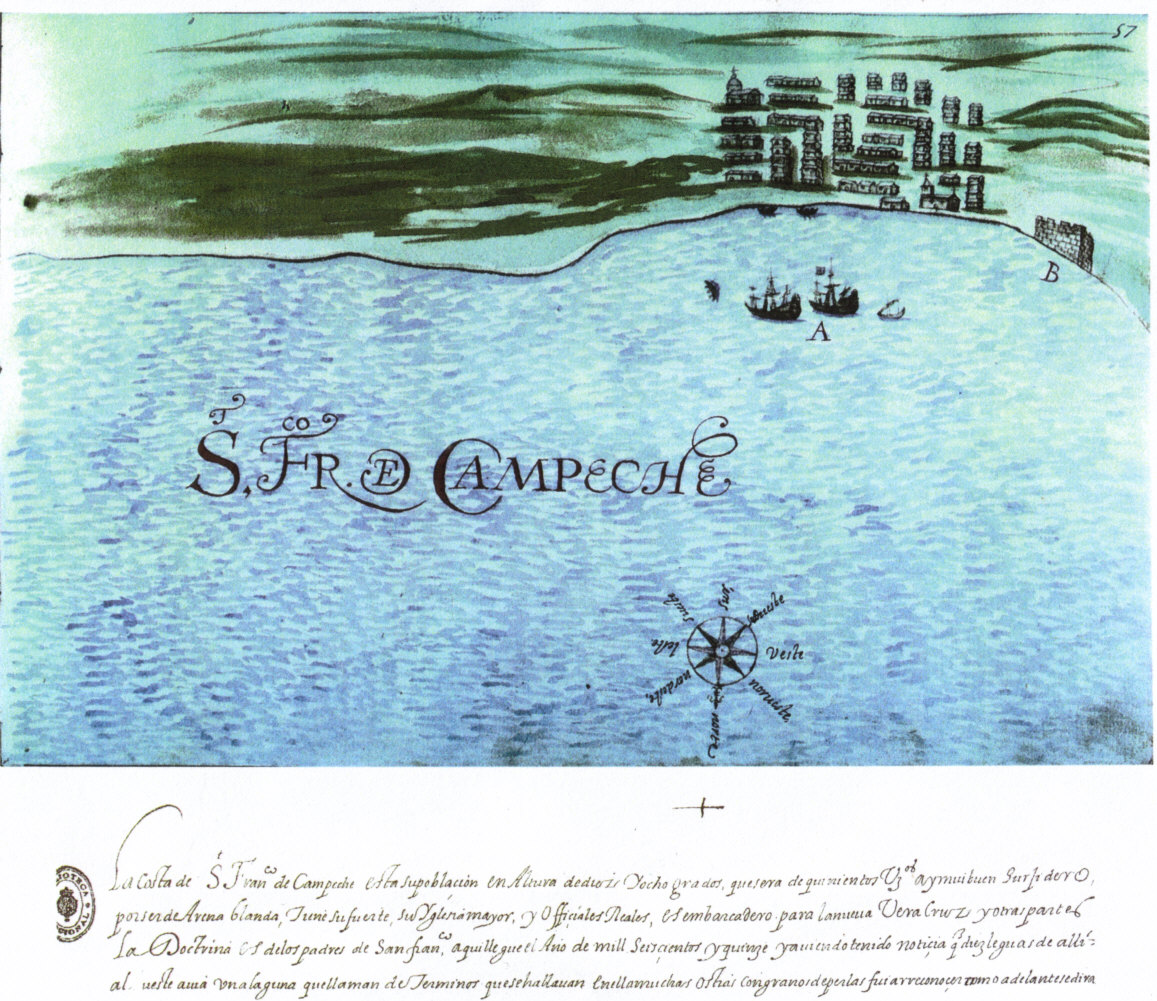
Carta Naval de la Bahía de Campeche.

Bajo estas generalidades, a partir de 1564 —cuando ya habían comenzado los ataques piratas a las naves españolas y a las poblaciones de la costa— se estableció la Capitanía General de Yucatán, y fue el señor Luis de Céspedes y Oviedo el primero en ostentar el título de gobernador y capitán general, quien consideró la necesidad de fortificar la villa de San Francisco de Campeche.
En 1548, un año después de terminada oficialmente la Conquista de la península yucateca, el territorio de Yucatán se anexa al virreinato de la Nueva España, quedando como provincia. Poco después se dividió en cuatro cabeceras: Mérida, Valladolid, Campeche y Bacalar. El mismo año Campeche es reconocido como parte de la Capitanía General de la Provincia de Yucatán.
En San Francisco de Campeche, se tuvo conocimiento de lo que le esperaba en materia de conflictos de mar y tierra cuando los piratas la atacaron por primera vez en 1557; en esta fecha, se presentó un grupo de ellos que abordó un barco entrando al puerto. Años más tarde, hacia 1561, hubo piratas de distintas nacionalidades que desembarcaron en San Francisco de Campeche; los habitantes defendieron la plaza y recuperando lo robado lograron ahuyentarlos.
Estos acontecimientos no permitían que la población se desarrollara con tranquilidad y a menos de dos décadas de su fundación, San Francisco de Campeche vivió una colonización difícil de prever, protagonizada por piratas ingleses, quienes llegaban buscando explotar el palo de tinte; ocuparon por primera vez la Isla de Tris —más tarde Isla del Carmen— el 26 de octubre de 1558. La sonda de Campeche, que era por naturaleza la más abrigada y tranquila, fue convertida en la más peligrosa por obra de los piratas. Los más conocidos fueron en su mayoría de origen británico, como por ejemplo William Parker, Henry Morgan, Jacobo Jackson (llamado conde de Santa Catalina) y Mansvelt; también hubo piratas de otras nacionalidades, como Diego el Mulato, oriundo de La Habana; Cornelius Jol Pie de Palo, neerlandés; Bartolomé, portugués; Rock Brasiliano, neerlandés; François L'Olonois o Juan David Nau el Olonés, francés; Laurent Graff Lorencillo, flamenco; Lewis Scott; Gramont, francés; Van Horn, neerlandés; Abraham, neerlandés; Joseph Cornelius, neerlandés; Isaac Hamilton; John Bold; Vander Brull; Barbillas.

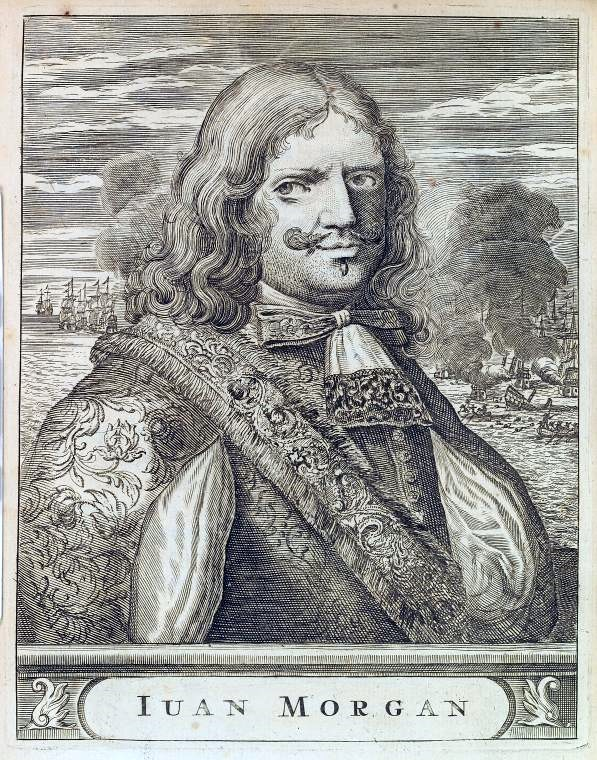
Henry Morgan.

Las bases o refugios para la delincuencia marítima estuvieron en Jamaica, para los ingleses, y en Isla Tortuga, cerca de Haití, para los franceses. Los navíos utilizados para estas correrías han sido caracterizados con el nombre de carraca o buque mercante entre los portugueses, patache o barco de vela de dos palos, galeón de dos o tres cubiertas, aparejado con tres palos y de popa redondeada; bergantín de tres palos, ligero para la huida, urca o embarcación ancha de una sola cubierta y fragata que podía ser ágil. El armamento conveniente constaba de mosquetes, cuchillos, dagas, cañones, arcabuces, lanzas y rodelas, espadas y ballestas. A bordo de estas naves y con esa clase de armas los filibusteros cruzaron el mar de las Antillas, el canal de Yucatán, la Florida, el mar Caribe, la sonda de Campeche y la laguna de Términos, creando además un estilo especial en su vestido y arremetiendo al amparo de la bandera que izaban, misma que ostentaba una calavera.
Fue mérito del sargento novohispano de Marina Alonso Felipe de Andrade (1667-1717) el expulsar para siempre (a costa de su vida) a los piratas británicos que se habían establecido en la laguna de Términos, el 15 de julio de 1717.
Durante el siglo XVIII Campeche había solicitado a la Corona Española un Consulado de Comercio propio, pues estaba sometido al Consulado de México. La función del Consulado era representar a los comerciantes de su jurisdicción ante las instancias legales y la Corona. En las primeras solicitudes que se hicieron, en 1799, 1803 y 1809, no existió la participación del sector comercial yucateco, aunque tampoco hubo una oposición por parte de quienes la conformaban y se mantuvieron a la expectativa.
Existió fuerte oposición por el Consulado de México y el Consulado de Veracruz (recién abierto por cédula Real) pues se veían disminuidos sus intereses. Hasta 1791, lo único que los comerciantes campechanos habían logrado para unificarse, había sido la formación de una Diputación de Comercio que, similar a la de Mérida, debía ser siempre sancionada por el Consulado de México.

### Independencia de la Capitanía General de Yucatán
En la Nueva España, el 16 de septiembre de 1810, se inició el movimiento de independencia por el ejército insurgente dirigido por Miguel Hidalgo. Sin embargo, en él participaron diversos sectores de la población defendiendo distintos objetivos e intereses. Un grupo pugnaba por la salida de los franceses de la metrópoli y la vuelta de Fernando VII. La burguesía criolla de la Nueva España aprovecharía la coyuntura para liberarse del dominio español y de las restricciones que la Corona había impuesto al comercio y a las industrias en sus colonias.
La Capitanía General de Yucatán, que había disfrutado durante toda la Colonia de ciertos privilegios concedidos por España, y en la que los grupos económicos y políticamente poderosos mantenían estrecha relación con la metrópoli, no participó directamente en estos primeros brotes de insurgencia. A pesar de ello, en la Intendencia alcanzaron cierto eco los principios liberales que ya se difundían por toda Europa.

### Formación del Estado de Campeche
El estado de Campeche se formó el año de 1862, como resultado de una larga lucha política entre los políticos yucatecos de mediados del siglo XIX que llevó a la escisión del estado de Yucatán, cuya geografía había surgido directamente del territorio que fue el de la Capitanía General de Yucatán en la época colonial y que se integró a la nación mexicana en 1824, después de su independencia de la Corona española.
Ese año de 1862 surgió a la vida política el estado de Campeche, mediante el decreto del 19 de febrero del presidente Benito Juárez que reconoció a la nueva entidad federativa. Juárez pudo proceder a este reconocimiento en virtud a la Ley del 11 de diciembre de 1861, que le había conferido amplias facultades en todas las ramas de la administración pública. El decreto definitivo, ya que en el proceso legislativo se obtuvo la sanción de la mayoría de las legislaturas de los estados fue, poco más tarde, un cumplido legal y tuvo el carácter de ratificación. Este, se expidió el 29 de abril de 1863. El estado se formó con uno de los distritos yucatecos: el de Campeche (los otros eran Mérida, Tekax, Izamal y Valladolid), el distrito de Campeche lo formaban los partidos de Carmen, Champotón, Campeche, Hecelchakán y Bolonchenticul. El primer gobernador campechano fue el licenciado Pablo García Montilla.
La región que conforma al actual estado de Campeche, fue de suma importancia por los árboles de maderas preciosas que se levantaban sobre lomeríos, planicies y pantanos, así como en las orillas de los ríos y lagunas. La historia de la riqueza maderera está relacionada con las incursiones filibusteras, principalmente de ingleses y neerlandeses. Cuando los filibusteros se hacían de un gran botín, adquirían una pequeña embarcación y un cañón; una correría afortunada producía otras veinte naves; si eran un centenar, se les creía mil. Era difícil escapar de ellos y mucho más seguirlos; sorprendieron y saquearon las ricas ciudades de Chagra, Maracaibo, Veracruz, Panamá, Puerto Rico, San Francisco de Campeche, Santa Catalina y los suburbios de Cartagena.
Sin embargo, esta situación habría de cambiar radicalmente por los sucesos políticos que conmocionaron a la Nueva España, a principios del siglo XIX. España había sido invadida por el ejército francés de Napoleón, quien impuso como rey de la península ibérica, a su hermano José Bonaparte, en sustitución de Fernando VII.

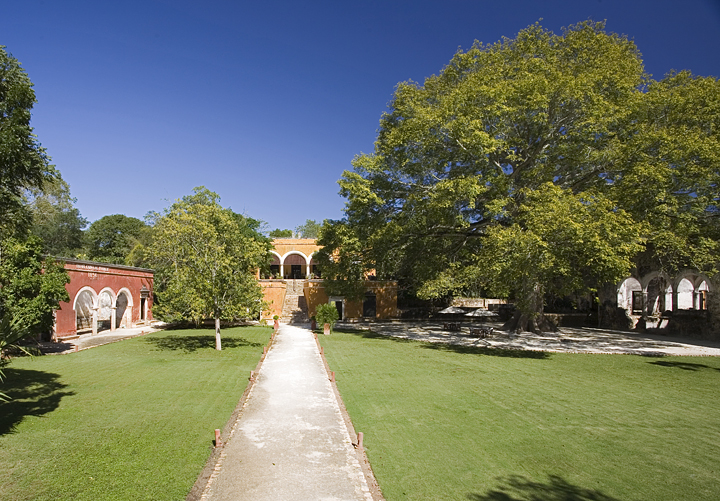
Hacienda Uayamon; actualmente usada como hotel.

Entre 1880 y 1883, gobernó Campeche Arturo Schiels, y para el siguiente cuatrienio, Joaquín Baranda triunfó de nuevo en las elecciones. Baranda aceptó la gubernatura, pero en 1885, pidió al Congreso campechano y obtuvo licencia indefinida de su cargo, quedando como interino Juan Montalvo. El resto del tiempo que duró el régimen porfirista, de 1887 a 1911, Campeche tuvo, entre licencias y renuncias, catorce gobernadores.
Durante la dictadura porfirista, la economía campechana continuó basándose en el cultivo y comercio de maíz, arroz, caña y ganado para el mercado interno; en la exportación del palo de tinte, de sal y de maderas. Sin embargo, el comercio de la sal se vio afectado por el decreto federal del 7 de octubre de 1881, que permitía su libre importación del extranjero. La industria naviera, que hasta la década de los sesenta había tenido mucho peso, declinó notablemente hacia fines de siglo.
Por otro lado, la extracción y comercialización del palo de tinte, que durante los años críticos de guerra había disminuido por falta de mano de obra, se recuperó rápidamente, manteniendo el partido del Carmen como uno de los dos más importantes del Estado. El otro era Campeche, que también exportaba palo de tinte, maderas y un gran volumen de sal.
En 1881, el gobernador Arturo Schiels solicitó y obtuvo del gobierno federal la concesión para abrir nuevos canales derivados de los ríos, Candelaria, Palizada y Champotón, con el fin de utilizarlos para transportar el palo de tinte y otras maderas preciosas. Ello serviría, además, para incrementar las relaciones mercantiles que existían entre Campeche y el estado de Chiapas y Guatemala.
La venta de palo de tinte campechano se incrementó año tras año, hasta llegar a la exportación de cien mil toneladas durante el año de 1896; pero a partir de ese momento, la actividad fue perdiendo importancia y, para 1915, solo se exportaron al extranjero diecisiete mil toneladas.
La razón de lo anterior estaba en la utilización de colorantes químicos en Europa, los cuales se empezaron a emplear desde 1855 y, para fines de siglo, se habían generalizado en la industria del Viejo Continente.
En la etapa porfirista, Campeche mantuvo en el mercado sus ya famosas maderas y, asimismo, se inició en la entidad la explotación del chicle, aunque esta actividad solo cobraría importancia hasta principios del siglo XX.
En Campeche, al igual que en el resto del país, los primeros años del siglo XX se caracterizaron por la dominación política y económica de un pequeño grupo que ejerció el poder local, a la manera de Porfirio Díaz en lo nacional. Tal vez con menos uso de la fuerza pública o de guardias blancas, pero no por esto el sistema de explotación fue menos brutal. Los mecanismos de control y la alienación del trabajador crearon condiciones en la que el descontento no produjo levantamientos populares de importancia, salvo pequeños brotes de rebeldía en algunas haciendas y fincas rurales de Tenabo, como la finca "Chilib"; o en Champotón, en las fincas de San Pablo y Haltunchén, en las cuales los protagonistas fueron jornaleros jamaiquinos y huastecos, que fueron controlados sin mayor problema, incluso sin que se registraran enfrentamientos armados.
Se continuó la aplicación de la ley agraria que legitimaba la esclavitud de los peones y sus familiares. Pero, no obstante esta medida para fijar al trabajador en las fincas de campo, oficialmente fue señalado como un problema la baja colonización de tierras laborales; de ahí que se buscara estimular la participación de hacendados en proyectos de inmigración de trabajadores japoneses, de manera experimental, como sucedía en el vecino estado de Yucatán; esta medida no tuvo éxito. Igualmente, se solicitaron prisioneros yaquis al gobierno federal (llegando a Campeche un total de 165, formados por partes iguales de mujeres y niños), sin embargo estos tampoco fueron significativos.
El proceso de acumulación de tierras en pocas manos se aceleró en esta primera década, y en manos de 14 hacendados se acumularon 147 haciendas, que representaban la quinta parte del territorio del estado de Campeche.
La economía fue fundamentalmente agrícola y forestal: maíz, caña de azúcar y henequén fueron los principales cultivos; en lo referente a la explotación forestal, las maderas tintóreas y las resinas de zapote, principalmente el "palo de tinte". Aunque por esas fechas dejaba de ser rentable, a raíz de su casi extinción en los partidos de Champotón y Carmen, y la guerra ruso-japonesa que originó el cierre del principal mercado. Por otra parte, el henequén, a pesar de que se incrementó su cultivo, no logró ser dominante en la economía campechana. La caña de azúcar dejó de ser exportada y abasteció al mercado interno de la península.
La inversión extranjera fue menor, en forma directa, que el promedio general en el país, pero controló las ramas fundamentales de la economía. Así, la resina de zapote y el palo de tinte fueron monopolizados por la Compañía Laguna Co. y la Internacional Lumber and Development; y el henequén, Tebro Bros. y la International Harverst Co., todas de capital estadounidense. La Compañía S. Pearson and Son LTD inició la explotación en busca de petróleo en el territorio de Campeche.

## Geografía física

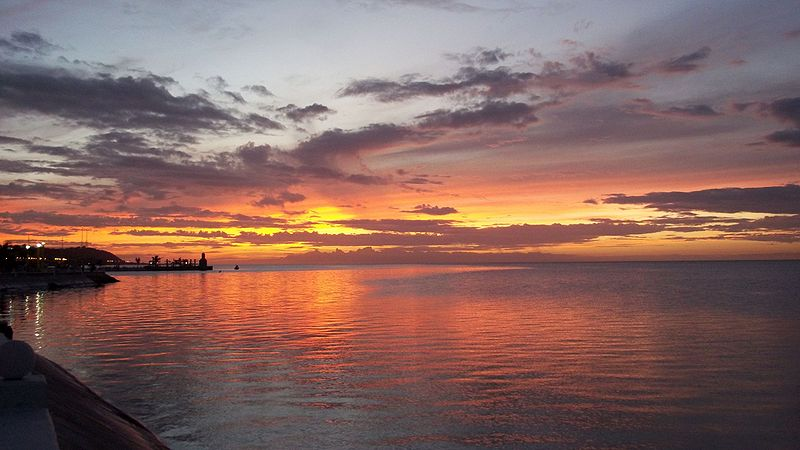
Un atardecer en la ciudad de San Francisco de Campeche.

El estado de Campeche se localiza al sureste de la república mexicana y al oeste de la península de Yucatán, entre los paralelos 17°49′ y 20°51′ de latitud norte y los meridianos 89°6′ y 92°27′ de longitud oeste. Colinda al noreste con el estado de Yucatán, al este con el estado de Quintana Roo, al sur con el departamento de Petén en la República de Guatemala, al suroeste con el Estado de Tabasco y al oeste con el golfo de México.
Campeche, con una extensión total de 57 924 km², el 3,0 % del territorio nacional, es una de las tres entidades que conforman la península de Yucatán. Su población total es aproximadamente de 754 730 habitantes, el 0,7 % del total del país. Desde el punto de vista físico, Campeche se encuentra en una posición de transición entre la selva tropical del Petén guatemalteco y la selva baja caducifolia del extremo norte de la península de Yucatán.

### Límites
| Noroeste: Golfo de México | Norte: Golfo de México | Nordeste: Yucatán México  |
| Oeste: Golfo de México    |                        | Este: Quintana Roo México |
| Suroeste: Tabasco México  | Sur: Petén Guatemala   | Sureste: Petén Guatemala  |

### Hidrografía
Son cinco los ríos principales que forman parte de las aguas continentales del estado de Campeche, con una extensión de 200 km².
Cuenta además con cuatro regiones, siete cuencas hidrológicas y 2200 km² de lagunas costeras, en donde se encuentra una de las principales riquezas naturales de la entidad: la gran variedad de especies marinas.
Como parte de la Región Hidrológica Yucatán-Oeste, el municipio de Campeche carece de corrientes superficiales. Por el contrario, se observa la presencia de grietas en su parte norte y noroeste, por las cuales el agua de la lluvia ha formado cauces subterráneos, sin embargo, tiene cuerpos de agua pequeños en las zonas de Edzná y Hampolol.
El nivel freático se encuentra a profundidades que van de 6 m a 90 m y su aprovechamiento agrícola se hace a través de obras de riego; su ubicación en el territorio estatal lo hace uno de los municipios con mayores recursos hidrológicos.
Los ríos, lagos, lagunas y esteros sobre el territorio de Campeche abundan en la porción sur y suroeste, mientras que van disminuyendo hacia el norte, debido a la rápida filtración del agua al subsuelo.

### Orografía
El relieve del territorio, en general, es plano con alturas máximas de 300 metros sobre el nivel del mar; las pendientes varían hasta un máximo de 15 %.
El medio físico de Campeche es particularmente favorable para las actividades agropecuarias, forestales y pesqueras. Sus recursos naturales lo sitúan como uno de los estados con más diversidad y abundancia de ellos de la República Mexicana.
La base continental se formó mediante la continua acumulación de fragmentos finos y gruesos de carbonato de calcio y magnesio de origen marino (calizas, durante los periodos del eoceno y oligoceno). La superficie estatal se considera que está formada por rocas sedimentarias que descansan en formaciones terciarias y que no han recibido movimientos orogénicos notables.
En el sur de Seybaplaya, en el municipio de Champotón, se inicia una serie de lomeríos conocidos como sierra alta o Puuc, que se dirigen al noreste, hasta Bolonchen, y ahí penetran en el estado de Yucatán, tienen una altitud media de entre 40 y 60 metros, llegando a alcanzar en algunos puntos más de 100 metros.
En su recorrido por la costa cercana a la ciudad de Campeche estos lomeríos forman acantilados con puntas conocidas con el nombre de Maxtum, Boxol y el Morro. Por el otro lado de Seybaplaya, hacia el sur, hay una derivación con estas lomas que se conoce como Sierra Seybaplaya. Estos cerros se extienden por el centro del estado, perdiendo altitud al sur del río Champotón en dirección a Escárcega.
En el sureste se encuentra la parte más elevada del relieve, cerca de los límites con Petén en Guatemala y Quintana Roo; las máximas elevaciones están cerca de Zoh Laguna y las principales son: el cerro Champerico (390 metros de altitud), cerro los Chinos (370 metros), cerro el Ramonal (340 metros), cerro el Doce (250 metros) y cerro el Gavilán (210 metros).
Esta zona es muy extensa y su superficie es casi plana, ya que también se presentan lomas separadas por extensas zonas bajas. Al descender de las partes más altas hacia las bajas del centro y oeste de Campeche, el terreno aparenta formar una especie de escalones, lo que le da a la región características de meseta baja.

### Clima

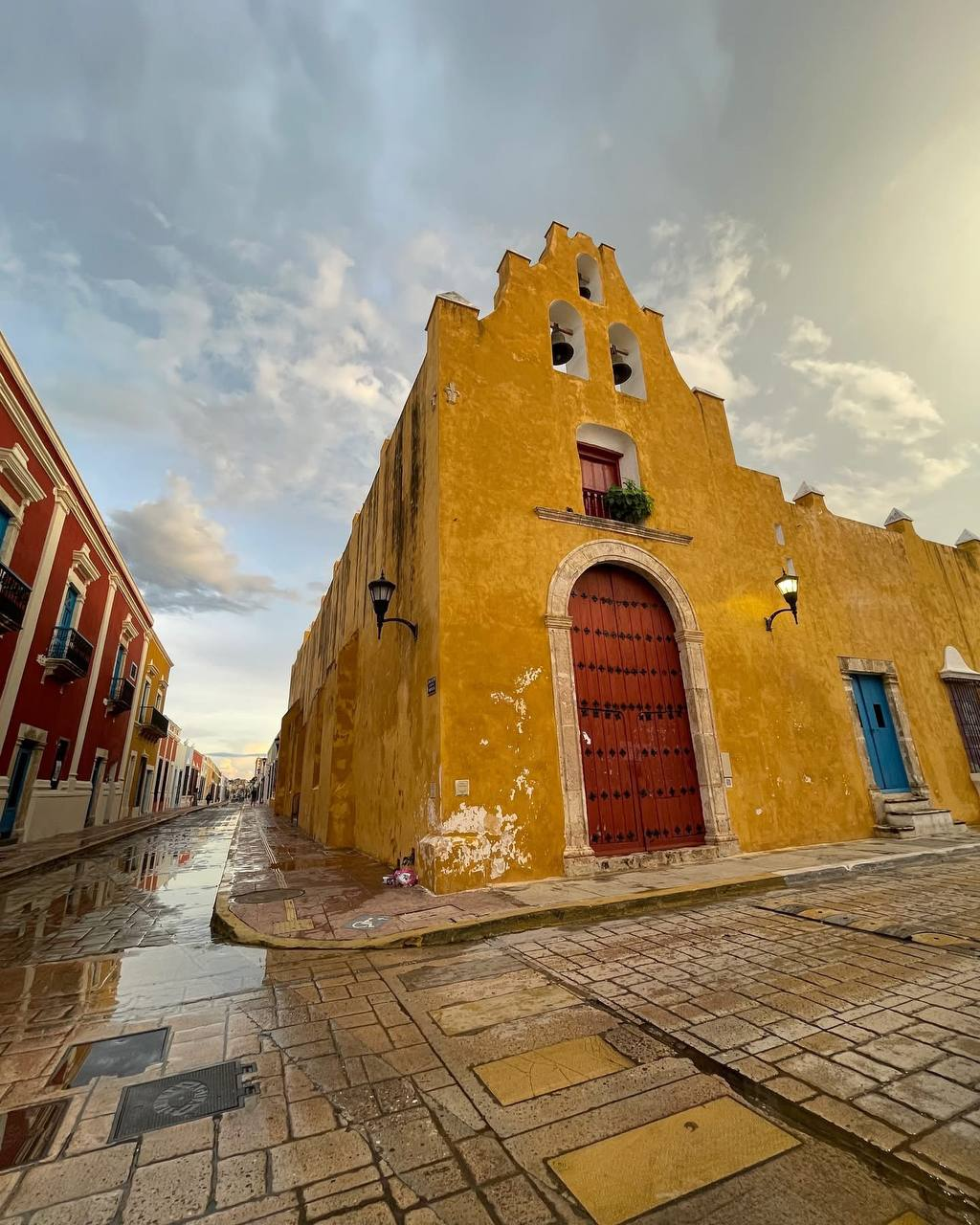
Lluvias de verano en San Francisco de Campeche

El estado cuenta con tres tipos de climas: Am cálido húmedo con abundante lluvia en verano, A(W) cálido subhúmedo con lluvias en verano y BS1(h') semiseco cálido.
En general, el clima del estado de Campeche es cálido subhúmedo con lluvias en verano y con una precipitación pluvial de 1300 a 1500 mm; el período de lluvias es de junio a octubre. La temperatura media anual es de 27 °C; no se presentan heladas, y en cuanto a huracanes, su litoral es el de menor incidencia.
Si bien la importancia de las precipitaciones incide en la actividad agrícola temporalera, su potencialidad radica primordialmente en la recarga de los mantos acuíferos.
Su posición geográfica dentro del trópico, aunada a su vecindad con el golfo de México y el mar Caribe, determinan la presencia de climas cálidos, húmedos y subhúmedos con lluvias en el verano, con temperaturas medias anuales superiores a 22 °C y una precipitación total anual que varía de menos de 1000 milímetros en el norte, en parte del área que fisiográficamente corresponde a la provincia denominada “península de Yucatán”, sobre zonas calizas que favorecen la infiltración, hasta cerca de 2000 milímetros en el suroeste en la llanura costera del Golfo Sur, donde por la naturaleza del terreno es mayor, razón por la cual se presenta un gran número de corrientes y depósitos de agua, como los ríos Palizada y Cantería o las lagunas de Atasta y Pom.
La temperatura promedio anual es de 27 °C, presentándose los niveles máximos antes del solsticio de verano con un promedio de 28 °C, alcanzándose una temperatura máxima histórica de 43 °C.

### Flora y fauna
| Flora y fauna de Campeche |                    |                        |                    |                 |
|                           |                    |                        |                    |                 |
| Manatí                    | Mazama americana   | Eretmochelys imbricata | Crax rubra         | Caiman          |
|                           |                    |                        |                    |                 |
| Panthera onca             | Meleagris ocellata | Stenella               | Leopardus pardalis | Boa constrictor |

|                 |                          |        |                           |               |
| Ceiba pentandra | Enterolobium cyclocarpum | Mangle | Haematoxylum campechianum | Bixa orellana |

El casi extinto Tapir 
El tapir es el único representante vivo de la familia de los tapiridae del género Tapirus y también considerado familiar lejano del caballo y del rinoceronte. El tapir es de tamaño mediano-grande, aproximadamente de 2 metros de largo y llega a pesar de entre 150 y 300 kilos. Su cuerpo es grueso y de cabeza y cuello grandes que le sirven para poder abrirse paso entre la maleza de los bosques donde vive.
Aunque es una especie ya casi extinta en el estado de Campeche es posible visualizar varios ejemplares en su hábitat natural, especialmente en el ejido Miguel Colorado, del municipio de Champotón.

## Demografía

### Población
Según las resultados que arrojó el Censo de Población y Vivienda 2020 realizado por el Instituto Nacional de Estadística y Geografía (INEGI), Campeche contaba hasta entonces con un total de 928,363 habitantes, de dicha cantidad, 456,939 eran hombres y 471,424 eran mujeres.

### Resultados a nivel nacional
- Población Total. Año: 2010 - 822 441, Lugar Nacional: 30°

- Eda Media (Años). Año: 2005 Nacional: 24 Estatal: 24 Lugar Nacional: 14°

- Esperanza de vida. Año: 2006 Nacional: 74,5 Entidad: 74,6 Lugar Nacional: 20°

- Tasa bruta de mortalidad (número de defunciones por mil habitantes). Año: 2006 Nacional: 4,9 Estatal: 4,6 Lugar Nacional: 22°

- Condición de alfabetismo. Año: 2005 Nacional: 91,6% Estatal: 89,5% Lugar Nacional: 23°

- Promedio de escolaridad de la población de 15 años y más. (Años). Año: 2005 Nacional: 8,1 Estatal: 7,9 Lugar Nacional: 21°

- Población con derechohabiencia a servicio médico (%). Año: 2005 Nacional: 46,9% Estatal: 58,3% Lugar Nacional: 12°

- Relación de dependencia. Año: 2005 Nacional: 66,1 Estatal: 64,5 Lugar Nacional: 20°

- Índice de desarrollo humano. Año: 2004 Nacional: 0,8031 Estatal: 0,8263 Lugar Nacional: 9°[22]

## Política
El poder Ejecutivo del estado está depositado en el gobernador de Campeche, electo cada seis años, sin posibilidad de reelección. El poder Legislativo se compone de una asamblea unicameral de 35 diputados, 21 electos por mayoría relativa y 14 por representación proporcional electos en una sola circunscripción electoral que es todo el estado. El poder Judicial tiene como cabeza el Tribunal Superior de Justicia del Estado.
Todos los poderes del estado tienen su sede en la ciudad de San Francisco de Campeche, los poderes Ejecutivo y Legislativo, de hecho, tienen sus sedes como vecinos, en la avenida 16 de septiembre, mientras el poder Judicial se ubica en la Av. Patricio Tuerba y Regil, esquina con Av. Casa de Justicia.

### Municipios del estado
El estado de Campeche está conformado por 13 municipios. Los municipios están gobernados por ayuntamientos cuyo primer regidor es el alcalde o presidente municipal; radicando este en la cabecera municipal, localidad que también alberga a los síndicos y regidores del cabildo municipal, un secretario, un tesorero y varios servidores públicos más.
Los ayuntamientos basan su composición en secciones municipales. Dentro de estas secciones municipales se encuentran localidades que por su ubicación estratégica y su influencia sobre comunidades más pequeñas, pueden convertirse en polos de prestación de servicios y dinamizadores del desarrollo regional.
| Municipios de Campeche |             |                           |       |            |                    |
|                        |             |                           |       |            |                    |
| Clave                  | Municipio   | Cabecera Municipal        | Clave | Municipio  | Cabecera Municipal |
| 001                    | Calkiní     | Calkiní                   | 008   | Tenabo     | Tenabo             |
| 002                    | Campeche    | San Francisco de Campeche | 009   | Escárcega  | Escárcega          |
| 003                    | Carmen      | Ciudad del Carmen         | 010   | Calakmul   | Xpujil             |
| 004                    | Champotón   | Champotón                 | 011   | Candelaria | Candelaria         |
| 005                    | Hecelchakán | Hecelchakán               | 012   | Seybaplaya | Seybaplaya         |
| 006                    | Hopelchén   | Hopelchén                 | 013   | Dzitbalché | Dzitbalché         |
| 007                    | Palizada    | Palizada                  |       |            |                    |
|                        |             |                           |       |            |                    |

## Economía

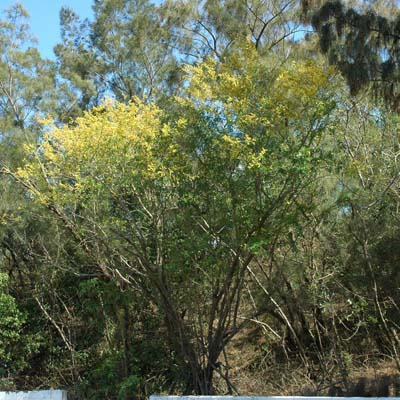
Palo de tinte.

### El palo de tinte
Los mayas conocieron y aprovecharon las cualidades del palo de tinte, árbol silvestre que distinguieron con el vocablo ek; desde entonces su presencia influyó en la historia de la región de Campeche, pues fue un recurso que despertó ambiciones, causó beligerancias, provocó enfrentamientos y caracterizó la zona de los ríos, dándole fama internacional bajo el nombre de palo de Campeche. De este palo negro se aprovecharon los indígenas para teñir mantas, de lo cual tomaron conocimiento los españoles para hacer el mismo uso, llevándolo en cantidades considerables a la península ibérica.
Una crónica relativa a esta época señala que cuando los españoles conquistaron la región peninsular, descubrieron grandes cantidades de palo de tinte, al que también denominaron palo de Campeche; así, en lugares donde había ciénagas o en sitios húmedos, encontraron árboles de diez brazos de alto y el grueso de una pipa, que podían producir hasta cuarenta o cincuenta quintales de madera tintórea. Como anteriormente no había sido explotado, su desarrollo era considerable, y en aquellos tiempos su aprovechamiento hubiera exigido numerosos hombres, navíos y muchos años, desde Términos hasta Cabo Catoche.
En una información cursada al rey de España en 1565, Diego Quijada escribió:

También se ha dado a Vuestra Majestad noticia del palo de los tintes que descubrió Marcos de Ayala a quien por Cédula se ha dado facultad para que use de él diez años. Hay de esto tanta cantidad que todas las costas de estas provincias, Yucatán y en la de Tabasco y Nueva España que se pueden cargar cada año todas las carracas del mundo.

Aunque durante el siglo XVI, y la primera mitad del siglo XVII, los españoles ya habían iniciado la explotación del palo de tinte, el establecimiento de los ingleses en la Laguna de Términos —en las tierras aledañas a esta se producía un tinte de mejor calidad— y Belice, desde la segunda mitad del siglo XVII, fue un factor importante para el aumento de la producción y el control de ella, por parte de los ingleses establecidos en Jamaica; a este punto se enviaba la madera cortada en la Península de Yucatán, y desde ahí se remitía a Europa. La producción de los ingleses se calculaba, a principios del siglo XVIII, en cerca de 4500 toneladas.

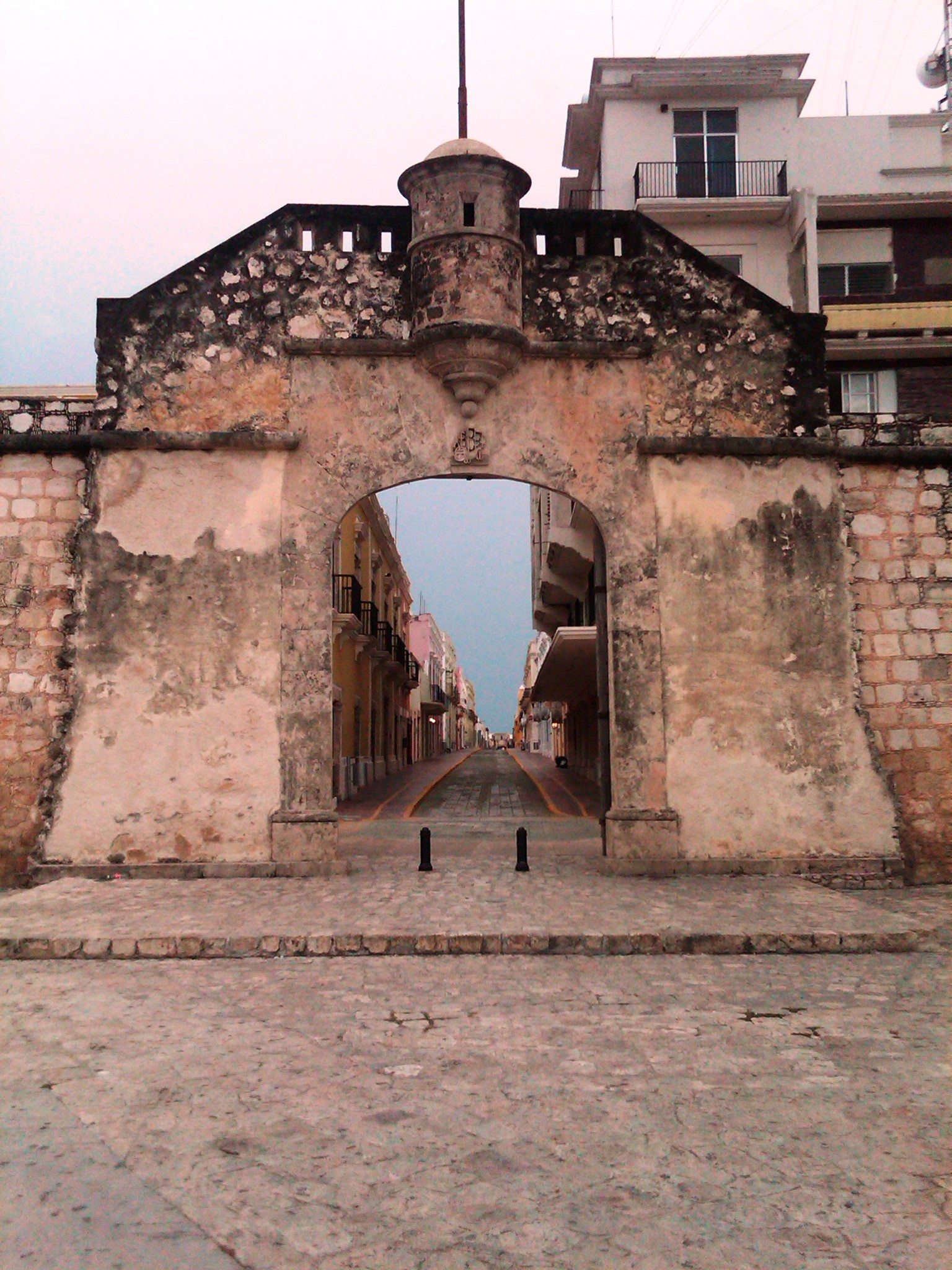
Puerta de Mar que daba acceso al interior de la Ciudad de San Francisco de Campeche

Con el tiempo, el puerto del Carmen ocupó el primer lugar como exportador de la especie maderera de la cual se extraían tinturas de uso generalizado en la industria textil europea. Fue el producto más importante durante la época colonial y hasta fines del siglo XIX, y por su demanda los ingleses, sobre todo, ocuparon por varios años tierras novohispanas en la Laguna de Términos, hasta que fueron expulsados.
Al expulsar a los ingleses de la Laguna, y dueños los españoles otra vez de esa región, trataron de impulsar de nuevo el corte de palo y maderas preciosas. A pesar de la mejor calidad del palo campechano, el que los ingleses extraían de sus posesiones en América lo desbancaba con facilidad, debido a su bajo precio; los elevados fletes y los impuestos no le permitían competir.
A finales del siglo XVIII, la Corona Española trató de mejorar esta situación. En 1774, se declaró al palo de tinte libre de derechos, no solamente a su entrada a España sino aun cuando saliese para el extranjero; con ello el negocio cobró importancia; numerosos vecinos del Carmen y Campeche pidieron licencias para el corte.
En 1778, Campeche fue declarado Puerto Menor y, en 1796, el Carmen fue elevado a la misma categoría, con lo que muchas trabas legales para el intercambio entre los diversos puertos del imperio español desaparecieron. Debido a estas medidas, ya que la industria textil europea fue necesitando cada vez mayores volúmenes de algodón y colorantes, especialmente del palo de tinte, este alcanzó un gran auge a fines del siglo XIX.
La explotación del palo de tinte, así en los años coloniales como en las primeras décadas del siglo XIX, estuvo regulada por el Reglamento de Montes para el presidio del Carmen y su distrito, fechado el 25 de septiembre de 1795. Las condiciones portuarias tuvieron diversas nominaciones conforme a las políticas del gobierno de México en los años posteriores a la Independencia. Si tres siglos fueron importantes en las jornadas de explotación, el árbol silvestre enriqueció a muchas familias de abolengo empresarial en el Carmen durante el siglo XIX. La prosperidad llegó a ser de tal importancia que el Carmen tuvo 12 muelles, ocupados por barcos de vela de 400 a 800 toneladas, y otros tantos anclados esperando turno para hacer sus operaciones. En su momento también llegaron enormes vapores de hasta 4.000 toneladas que cargaron maderas de cedro y de caoba.
En 1861, en la zona productora, el estado de Campeche contaba con 37 haciendas y 23 ranchos, dedicados fundamentalmente al cultivo de caña de azúcar y a la ganadería; hacia el sur peninsular, en torno a las poblaciones del Carmen y Palizada —pantanos y ríos— crecía con exuberancia el palo de tinte, en un paraje al que solamente se podía acceder por vía fluvial o marítima. El recurso natural estimuló ambiciones que cancelaron la producción de café, cacao y arroz, ya que los habitantes eran enganchados para irse a los tintales con la promesa de mayores sumas de dinero.
En los años formativos del estado de Campeche la configuración del terreno exigía variantes en el aspecto agrícola. En 1868 en el Partido de Champotón siguió fomentándose el cultivo de la caña, arroz, maíz, tabaco y henequén; su producción era reducida por la falta de brazos y la inseguridad por los sirvientes endeudados. Cuando se fracasaba en las cosechas, la explotación de maderas y palo de tinte compensaba las pérdidas; sin embargo, fue descendiendo la actividad, aunque aún en 1886 estaba sujeta a derechos fiscales del municipio y del estado. El 7 de agosto de 1894 el gobernador hizo notar en su informe que, de los productos más importantes con que se contaba, el palo de tinte era el que ocupaba el principal renglón en materia de exportación. La Ley de Hacienda del 9 de diciembre de 1895 consideró como ingreso el corte de la tintórea, y no podía ser de otra manera ya que en 1896 alcanzó el máximo volumen con un millón de quintales, es decir unas 46.000 toneladas.
El palo de tinte resintió también los conflictos internacionales y, en consecuencia, internos; por ejemplo, el gobernador Aznar y Cano dijo el 7 de agosto de 1906 que la guerra ruso-japonesa de 1904, al cancelar los mercados más consumidores de palo de tinte, había reducido la exportación, produciéndose una baja en los ingresos de la entidad. Restablecida la paz en Oriente en 1905, volvió a exportarse, produciendo ingresos al erario por razón del impuesto respectivo, "a pesar de las dificultades que en los mercados de consumo crea la tremenda crisis política y económica por la que actualmente atraviesa el Imperio Ruso". El dramático final se apunta el 7 de agosto de 1909 cuando el gobernador aludió al precio, que iba a la baja con desesperante firmeza, y concluyó "...continúa en situación tan desastrosa que no paga ni los gastos de producción". En ese mismo año las exportaciones fueron, en primer lugar, las maderas finas, con recaudación de 1 827 832 pesos; chicle en marquetas, 815 713 pesos; y el palo de tinte, 103 713 pesos.
La industria europea había requerido del mencionado recurso natural, pero aparecieron los productos químicos, que sustituyeron la madera tintórea, y vino la consecuente baja de precios y el comercio opulento del palo de Campeche desapareció de los mercados internacionales en los primeros años del siglo XX; además, la guerra europea que inició en 1914 paralizó la navegación.

### La madera
Para Campeche, la decadencia del palo de tinte, no afectó severamente la economía local. Desde 1880 la explotación maderera, ubicada básicamente en los partidos de Champotón y el Carmen, comenzó a cobrar gran importancia y terminaría por superar la del
palo de tinte, tanto en volumen como en precios de exportación.
Las empresas madereras norteamericanas, inscritas oficialmente en el Carmen en 1910, eran siete: Markley & Millar Co., Laguna Corporation, Mexican Gulf Land & Lumber Co., Campeche Timber and Fruit Co., Mexican Explotation Co., Agua Azul Mahogany Co., y Aguada Grande Exploitation Co. Convertidas en grandes latifundistas, se dedicaban básicamente a la explotación de las maderas preciosas y el chicle, debido a ello, Campeche era el principal asiento en el país de los intereses forestales y madereros de Estados Unidos. Como consecuencia de lo anterior, en la primera década del siglo XX, las inversiones norteamericanas en el país en ese rubro eran de 1,5 millones de dólares de los cuales correspondían a Campeche más de 900 000.
De esta forma, un alto porcentaje de los 1095 títulos de propiedad equivalentes a más de un millón de hectáreas de terrenos enajenados en la entidad en el período 1877-1910, estaban en manos extranjeras, originando inconformidad y protestas por parte de algunos de los campechanos más ricos en contra de las concesiones a compañías que tenían derecho a exportar libremente las utilidades obtenidas sin beneficio alguno para el estado, además de aprovechar la escasa fuerza de trabajo disponible con los mecanismos laborales heredados del corte de palo de tinte. El proceso de acumulación de tierras en pocas
manos fue tal que, de 1900 a 1910, existían 14 hacendados, propietarios de 147 haciendas, lo que representaba la quinta parte del territorio del estado y en las cuales laboraban la mayoría de los campesinos.
Los bosques del estado de Campeche contenían una gran variedad de especies productoras de maderas de alto valor comercial, algunas de ellas eran: la caoba, el cedro, el chicozapote, el jabín, el granadillo, el palo de tinte, el dzalam, y otras.
De las anteriores, se pueden considerar como las maderas más valiosas al cedro y la caoba, especies que crecen en las mismas regiones aunque no se mezclan entre sí, sino excepcionalmente. Se les ve crecer por igual en terrenos húmedos, pedregosos y profundos, altos y bajos, cambiando únicamente en sus características morfológicas.
Las zonas productoras de dichas especies eran principalmente dos: la que comprende el municipio del Carmen y parte del de Palizada, denominada zona de los ríos, porque en ella los árboles de cedro y caoba estaban en los terrenos de las márgenes; y la que se llamaba montañosa, formada por el municipio de Champotón. La montañosa abarcaba los terrenos de Aguada Seca y llegaba a los límites con Quintana Roo y Guatemala. La forma de explotación se subordinaba a la forma de transporte, ya bien que se tratara de trozas para exportación o de madera aserrada para consumo local.
Los precios y las condiciones de venta, tanto para la madera de exportación como para la de consumo local, cambiaban con cada contratista y cada comprador; por ejemplo, en lo que al comercio exterior se refería, al no existir un monopolio en la producción del producto, ya que existían varios productores, era el comprador el que imponía el precio (80 dólares en promedio, o al tipo de cambio: 4,85 pesos), en tanto que en el mercado interno, y debido a que la mayor parte de la producción se destinaba al mercado extranjero, como consecuencia de mayores ganancias, los precios eran regulados por la oferta y la demanda, variando según la época del año, la explotación y excedente de producción, y el transporte de la misma –en el Carmen el precio era de 160 pesos.
En lo que respecta a las ganancias, existían de dos tipos: una para el exportador, y una para el vendedor local. En el primer caso, si el metro cúbico tiene 424 pies, y si el costo por metro cúbico era de 69,17 dólares (ver tabla 4), entonces, el costo del pie era de 0,163 dólares, por lo que el millar de pies era 163 dólares, la utilidad era de 83,89 dólares.
Tratándose de madera para consumo nacional, el costo de 69,17 dólares, se reducía a 52,17, en vista de que el impuesto forestal bajaba a 6 por metro cúbico, y que por concepto de medición y aforo se descontaban 9, el costo total de un pie de madera en rollo era de
0,1238 y el millar de pies resultaba a 123,82; por lo que la utilidad, tomando como base el precio de Ciudad del Carmen, era de 36,18; ganancia inferior a la que se obtenía exportando la madera.
En la mayoría de las haciendas y fincas, la vida de los campesinos y trabajadores se reducía a la de un simple esclavo. Un ejemplo de lo anterior lo constituyó la hacienda de los Carpizo, ubicada en el partido de Champotón; en la cual y ante las protestas de los trabajadores por el mal trato que recibían, y en claro reconocimiento a sus prácticas esclavistas, el Sr. Carpizo, en un viaje a la Ciudad de México en agosto de 1913, ofreció al entonces secretario de Gobernación, mejorar las condiciones de salario y trabajo de sus jornaleros. La anterior situación, obligó en 1914 al gobernador Joaquín Mucel Acereto, a emitir el decreto N.º 6, por medio del cual abolía la disimulada esclavitud que con la tolerancia y ayuda de las autoridades mantenían sujeto a los peones de campo en las haciendas.
A pesar de los controles antes mencionados y la conciencia de servidumbre inculcada en los campesinos e indígenas, la situación social y política imperante, tanto en Campeche como en el resto del país, en donde había rebeliones provocadas por la explotación y la represión, fueron gestando el movimiento armado que se inició en 1910. De hecho, y como consecuencia de las políticas de colonización implementadas por la mayoría de los gobernadores campechanos antes de la revolución, algunos de los primeros brotes de rebeldía que surgieron en algunas haciendas y fincas rurales de Hecelchakán (finca “Chilib”), Champotón (fincas “San Pablo” y “Haltunchén”) y del Carmen, no fueron protagonizados por indígenas mayas o mestizos, sino por jornaleros huastecos o jamaiquinos entre otros.
Las diferentes fases de la revolución, iniciada por Francisco I. Madero en 1910, se tradujeron en una lucha política -a diferencia de otras entidades del país- manifestada mediante cambios inmediatos y en general pacíficos de los ejecutivos estatales, en los cuales, a la toma del poder por éstos, seguía la legitimación a través de la formalidad legal de respaldarse en procesos electorales llevados a cabo de manera ex profeso, norma que invariablemente rigió en Campeche durante el período. De acuerdo con datos censales, en 1940 habían desaparecido 231 núcleos de población registrados en 1920, cuando la explotación de maderas –incluyendo la extracción de chicle- llegó a sus máximos volúmenes. Vastas regiones, otrora boscosas y fértiles, fueron saqueadas, forzando la emigración hacia –principalmente- las ciudades de Carmen y San Francisco de Campeche, alrededor de 15 000 habitantes de esos improvisados poblados.

### El chicle

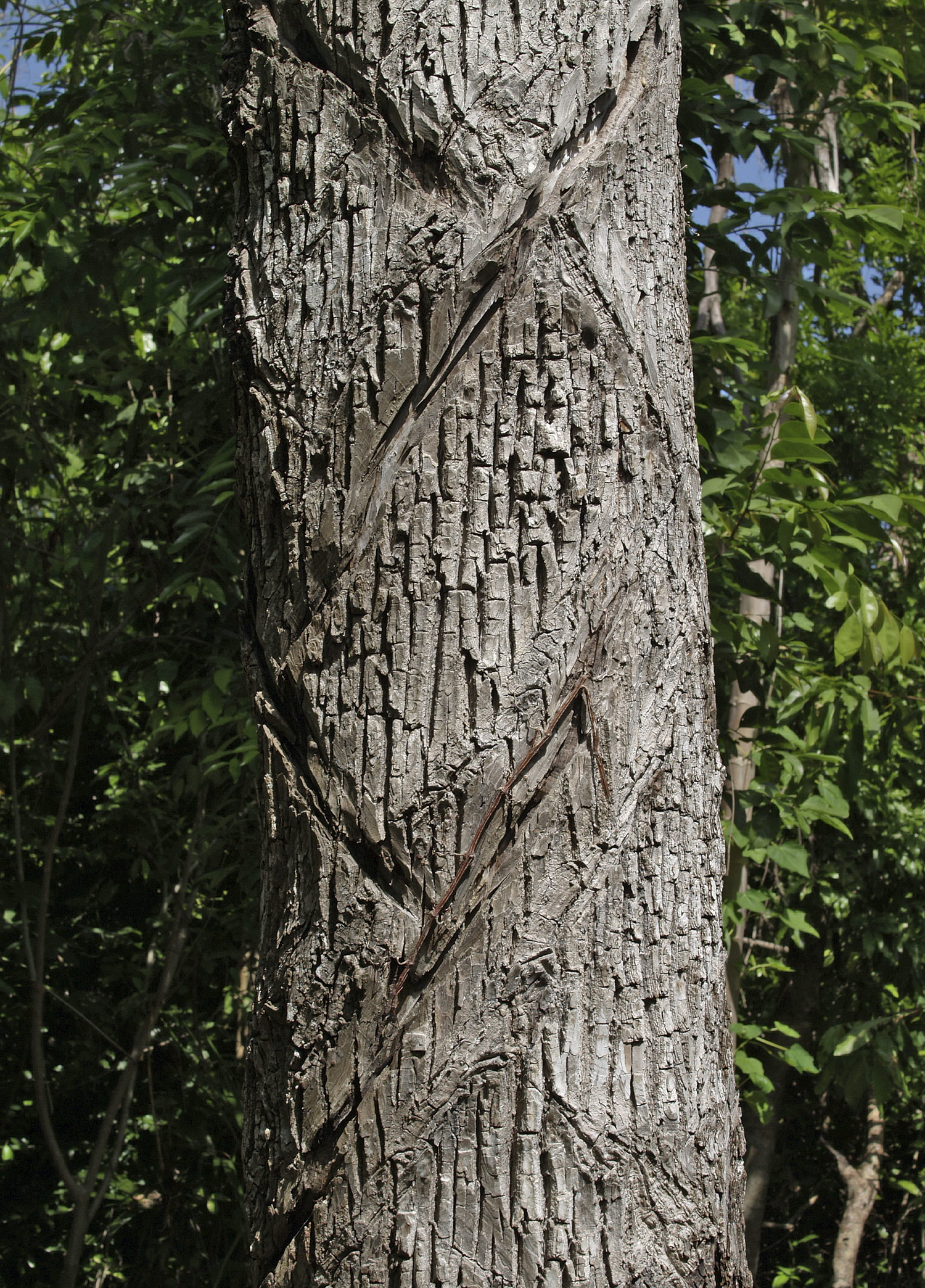
Incisiones hechas en la corteza del chico zapote para la extracción del látex.

En la década de 1880 la actividad chiclera llamó la atención, fue entonces que el gobernador Joaquín Keerlegand advirtió al Congreso local de la necesidad de dictar disposiciones convenientes para desarrollar la industria chiclera que había surgido en el partido del Carmen.
La zona principal donde crece el árbol conocido con el nombre de chico zapote está precisamente en Campeche y Quintana Roo. El chicle era recuperado por incisiones hechas en la corteza del árbol —que crecía de manera silvestre— y después era sujeto a un proceso de cocción; el árbol requería de abundante lluvia. En 1930 se calculó que la extensión de terreno explotable era de 2 360 346 hectáreas.
Hasta ahora no existe información suficientemente documentada sobre el origen de la industrialización del chicle. Las versiones existentes rayan en lo anecdótico por la falta de documentos históricos que las respalden. La más aceptada de ellas, por coincidir con el nacimiento de la primera firma industrial de la goma de mascar, está vinculada al nombre del general Santa Anna:

“Por el año de 1860, cuando fue desterrado el General Antonio López de Santa Anna, se dirigió a los Estados Unidos de Norteamérica para continuar sus bien conocidos fines políticos, utilizó como intérprete al joven James Adams, quien observó al poco tiempo que el citado general masticaba pedazos extraídos de un árbol tropical. Cuando Santa Anna abandonó aquel país, dejó a James Adams lo que le restaba de aquella goma. Adams, atraído por las observaciones que había hecho, masticó aquello, no encontrándole ningún gusto, pero sí una notable propiedad como estimulante de la salivación. Entonces pensó, y así lo hizo, en agregarle azúcar y sabores, y obtuvo un dulce agradable. Animado por el resultado, se trasladó a Tuxpan, Veracruz, para estudiar el árbol de donde provenía la ‘Chewing gum’ (goma de mascar), comprobando que no sólo se obtenía del fruto, sino de las ramas y el tronco, mediante incisiones que se practicaban en la corteza. Con datos suficientes regresó a su país e inició su negocio tan sólo con "cincuenta y cinco dólares". Posteriormente se interesaron otros amigos suyos que aportaron mayor capital, y establecieron una fábrica que se llamó “Adams Chewing Gum Co.”. Ya en el año de 1914, la negociación contaba con un capital de diez millones de dólares”.

Aunque la costumbre del general Santa Anna de masticar goma aún no ha podido ser confirmada, sí puede establecerse definitivamente que Estados Unidos fue el país que inició la industrialización de la resina, y el que se encargó de promover su consumo a nivel internacional, sobre todo a través de las dos guerras mundiales del siglo XX. El departamento de Defensa de ese país fue el principal consumidor, durante las conflagraciones bélicas, del chicle procesado extraído de las selvas mexicanas, e involuntariamente el ejército estadounidense el vehículo para difundir en Europa el hábito de masticarlo. Los soldados estadounidenses observaron que al mascar la goma controlaban mejor sus nervios y les producía salivación suficiente para evitar la sed.
En Campeche, el establecimiento e introducción del capital extranjero para la extracción del chicle se realizó a través de la política de concesión de terrenos baldíos, que inició en 1886 con el contrato que el gobierno federal celebró con el ingeniero Manuel Vila. El ingeniero Vila recibió la concesión de deslinde de terrenos en Campeche y, a través de él, posteriormente la Compañía Colonizadora y Deslindadora y empresas norteamericanas se hicieron de enormes extensiones de tierras campechanas para la explotación de las riquezas forestales que había en ellas:
- The Pennsylvania Campeche Land and Lumber Co. (252.000 hectáreas),
- The Laguna Corporation (242.364 hectáreas),
- The Mexican Gulf Land and Lumber Co. (266.000 hectáreas),
- The Campeche Timber and Fruit Co., y
- The Campeche Development Co.

Entre todas llegaron a poseer, casi como propiedad privada, cerca de 10 000 km² de selvas campechanas. Las tres primeras llegaron a venderle chicle natural a la principal compañía compradora de los Estados Unidos, la casa Wrigley.
El inicio de la explotación del chicozapote en la entidad estuvo precedido, en primer lugar, por un vasto proceso de concentración de la tierra a favor de algunos comerciantes locales y de las compañías transnacionales después. Para tener una idea de la dimensión de ese proceso es necesario mencionar que, antes de la política de concesión de tierras, el territorio campechano estaba prácticamente despoblado, con tres cuartas partes como terrenos nacionales a disposición del gobierno federal. En la cuarta parte restante las grandes propiedades no rebasaban las 2000 hectáreas, y muy pocas llegaban hasta 20 000. De esa manera la explotación de los recursos forestales promovió un cambio en la estructura de la propiedad de la tierra, propiciando la formación de enormes latifundios transnacionales en la entidad.
En 1942, el estado de Campeche contaba con tres regiones productoras de chicle: la del municipio del Carmen, que comprendía terrenos nacionales (41 333 hectáreas) y particulares (199 034 hectáreas), situados a lo largo del río Candelaria, en donde tenían sus intereses empresas como The Mexican Gulf Land and Lumber Co., The Laguna Corporation Co., The Campeche Timber and Fruit Company, y los de las márgenes del río Mamantel, donde estaba The Campeche Lumber Development Co.; la del municipio de Champotón, con los terrenos nacionales que llegaban hasta los límites con Guatemala y el territorio de Quintana Roo (568 216 hectáreas), y los particulares de The Laguna Corporation, The Pennsylvania Campeche and Lumber Co., La Montaña, Yohaltún y San Pablo (39 194 hectáreas); y la de la llamada zona de Los Chenes, que comprendía parte del municipio de Champotón, parte de Hopelchén, Campeche, Tenabo y Hecelchakán, con un conjunto de 489 276 hectáreas de terrenos nacionales y 6149 hectáreas de terrenos particulares.
En 12 años, de 1930 a 1942, solamente la aduana de Campeche manejó 13 925 000 kilos de látex y la del Carmen 8 715 000 kilos. Esta riqueza natural alentó una raquítica economía y sostuvo las necesidades del erario, al grado de que la Ley de Hacienda de 1895 consideró de manera especial su explotación.
Los bosques parecían de una riqueza interminable. Fue tanta la importancia del chico zapote que, entre 1939 y 1943, la producción chiclera representó 60 % del presupuesto estatal. Campeche fue durante muchos años el principal productor y exportador de chicle, hasta que se debilitó el mercado después de la Segunda Guerra Mundial, en virtud de la aparición de sustitutos químicos del producto.

### La pesca
A mediados del siglo XIX se hizo el primer recuento de la riqueza pesquera en aguas campechanas, de especies cuyo alto valor todavía no se descubría y otras que se han extinguido. Los investigadores señalaron la existencia del lobo o puerco marino en isla Arena; y del lagarto, caimán o cocodrilo que tenía su asiento principal en el río Champotón. Afirmaron que peces innumerables, de especies no clasificadas, "hacían imposible el hambre". Citaron el "zaque", pequeña sardineja, el bucay, el pejepluma, el corcovado, el roncador, el pámpano, el róbalo, el esmedregal (pez que "no sólo cubre la mesa de los ricos, sino que sirve también de inextinguible materia a las salazones del pescador"), el cazón, la lisa, el sierra y la tortuga, siendo la de carey muy notable en la laguna de Términos. Igualmente que había en abundancia de ostión, cangrejo, jaiba, caracol, calamar y langosta. En 1895, al realizar otra evaluación, Alfonso Luis Velasco contó: peces como bonito, anguila, bagre, bobo o perca negra, caballito de mar, cabrilla, curvina, dorado, mantarraya, mero, mojarra, peje espada, raya, sabalote, esturión, tintorera y trucha; crustáceos como asela, branquipo, camarón, camaroncillo, cochinita y charal de mar; moluscos como almeja, argonauta bucarda y pulpo; y por supuesto el peje lagarto en el río Palizada.
Todos estos elementos demuestran la antigua fama de la riqueza de la sonda de Campeche; pero su explotación comercial tardó más de un siglo, pues alcanzó su máximo desarrollo entre 1977 y 1982. Después sus índices descendieron radicalmente por la crisis económica, entre otras razones.
Las costas campechanas siempre se han caracterizado por su riqueza y variedad de productos pesqueros. La población posee una verdadera tradición, tanto en lo relacionado con la captura de especies como en la preparación para su consumo. Cuando el conquistador español arribó a tierras campechanas se encontró con actividades pesqueras organizadas y hasta con una deidad de la pesca, que era adorada por los moradores de la región en un islote frente a Champotón.
Cuenta Roberto Bolívar Cetina que en 1937 fondeó un barco japonés, de nombre Sapporo Maru, frente a la barra de isla Aguada, con la misión de conocer lo que sucedía 40 millas a la redonda. Pero el comienzo de la Guerra Mundial impuso un tiempo de silencio y peligro y no fue sino diez años más tarde cuando aparecieron los primeros barcos estadounidenses en laguna del Carmen. Los pobladores les relataron que el Sapporo Maru había investigado el camarón blanco gigante, cuya captura iniciaban, y ya para 1948 había flotas extranjeras en el Carmen. Luego aparecieron la especie rosada y el camarón café, de valor internacional. Escribe Bolívar:

Los primeros años de pescar camarón en la sonda de Campeche fueron duros: los suelos estaban sucios; por tal motivo se tenía que levantar el equipo cada hora. No aparecía el nailon, la seda, y en lugar de la cadena espantadera como hoy se usa, se utilizaba plomada; la maniobra había que hacerla con el barco atravesado, pues se usaba un solo equipo. En fin, fue duro el comienzo. Nadie de los armadores aquellos hicieron gran fortuna como la hicieron los que posteriormente fueron los dueños de las flotas que siguieron creciendo hasta convertirse en una industria poderosa.

Este fue el principio de explotación del recurso natural que marcaría la economía los siguientes 35 años. Las bondades entre esta industria y las que la precedieron, como la del palo de tinte y maderas preciosas, permitieron la diversificación de las actividades ocupacionales de la región.
En 1970 la pesca se efectuó con 800 embarcaciones cuya capacidad fluctuaba entre tres y 50 toneladas. Las estadísticas registraron 22 congeladoras y empacadoras de productos pesqueros, cuatro astilleros, una escuela práctica de pesca y dos estaciones de biología.
Los pescadores realizaban sus actividades en dos formas: como permisionarios libres, y organizados en sociedades cooperativas. Los pescadores libres carecían de capital y de fuentes de financiamiento adecuadas para realizar una explotación en mayor escala. Las cooperativas pesqueras tenían vicios de origen muy arraigados que llevaron a la necesidad de cancelar unas y, a otras, fue urgente otorgarles un financiamiento más amplio a fin de que también pudieran salir del estancamiento en que se llegaron a encontrar en algunos momentos. Por las razones económicas señaladas, estos pescadores difícilmente aprovecharon la tecnología moderna para sus actividades.
En 1976 comenzó el auge del petróleo, a partir de entonces el presidente López Portillo confió en que la pesca y el petróleo de Campeche serían la abundancia eterna para México. Los dos recursos se fomentaron y desarrollaron casi paralelamente hasta que una gran conflagración los puso frente a frente: el derrame petrolero del Ixtoc.
El accidente del Ixtoc sirvió para poner de manifiesto un hecho: que el vertiginoso desarrollo de la industria petrolera podía colocarla en curso de colisión con la industria la pesquera, fuente de divisas y de ocupación para decenas de miles de personas.
En 1982 ocurrió la crisis internacional que derrumbó los precios del petróleo y arrastró al sector pesquero. Después de cobrar gran auge e importancia en el siglo XX, la industria pesquera de altura iría paulatinamente desapareciendo hasta inicios del siglo XXI.
En la actualidad, en Campeche, sólo operan 108 barcos de altura de las más de 800 embarcaciones que llegaron a existir en la década de los setenta. La restricción de grandes áreas de pesca de altura por Petroleós Mexicanos, los altos precios de insumos y la inadecuada instrumentación de las vedas, han afectado severamente esta actividad económica.

### El petróleo
Véase más adelante: Sector energético

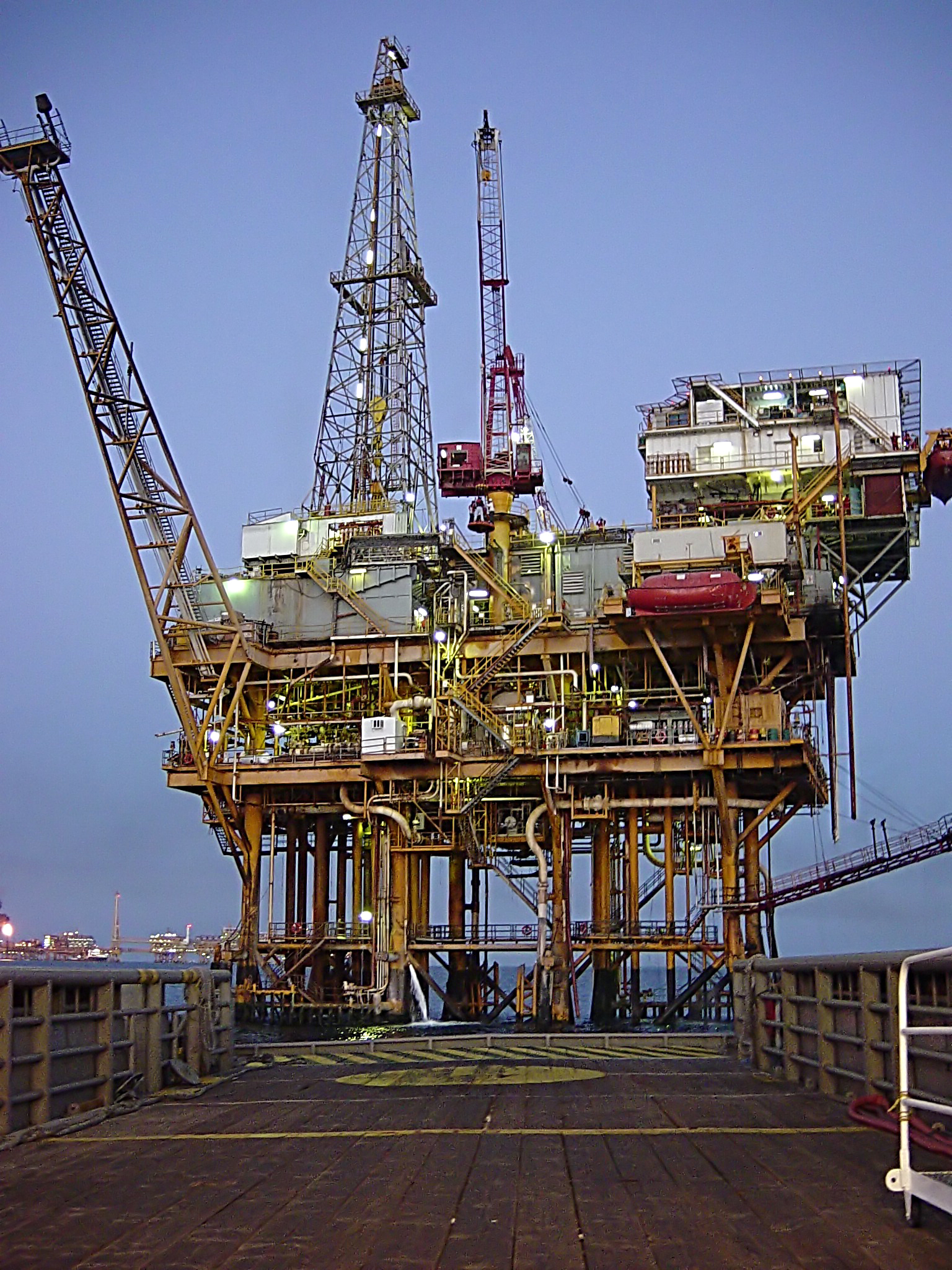
Plataforma Petrolera en la Sonda de Campeche.

En 1982 Campeche empezó a ser más citado por la producción petrolera que por sus notables recursos pesqueros. La flota de captura camaronera comenzó a desintegrarse. Se repitió el ciclo que fracturó al palo de tinte y las maderas preciosas, como también al chicle. Después del camarón y la pesca, surgieron el petróleo y su industria.
A principios del siglo, la compañía Pearson realizó investigaciones en tierra firme que no dieron ningún resultado concreto. Era el mar el que tenía reservada otra riqueza. Rudesindo Cantarell, dueño de un barco pesquero, descubrió la zona petrolera más importante de México frente a las costas de Ciudad del Carmen. Antes de morir en Isla Aguada, en mayo de 1997, contó que en el año de 1961 operaba en el golfo de Campeche:

"[...] en una ocasión después de tres días, bajó hacia el Sur. Como a eso de las diez de la mañana, cuando hacía calma, vi algo que parecía una mancha de aceite en el mar. Por un momento pensé que podía ser de otro barco. La verdad no le tomé mucha atención. Anduvimos como a unos treinta metros de distancia del manchón y ahí fondeamos. Por la noche nos pusimos a pescar y volvimos a ver la mancha, que era como de 100 metros de largo. Cinco días después, ahora sí me llamó mucho la atención hasta que me acerqué. Vi una burbuja, luego otra y otra. Entonces les grité a los demás: ¡Vengan a ver esto, creo que es petróleo!".

El propio Rudesindo señaló que guardó silencio por algunos años, no muy seguro de que su descubrimiento fuera trascendental, pero entre dudas y reflexiones creyó haber visto algo importante para el país, y en un viaje a Veracruz le confió a un amigo petrolero sus observaciones, y este le dijo que fuera a las oficinas de Pemex en Coatzacoalcos. No le creyeron, pero tres años más tarde, en marzo de 1971, llegaron técnicos buscándolo y Cantarell los llevó al lugar. Así se enteró de la enorme reserva energética que había descubierto. En 1976 comenzó el auge del petróleo, que en ese entonces tenía importancia y precio internacional. En ese año se terminó el pozo Chac 1, quedando así instalada la primera estructura. A ella siguieron otras como Akal y Nohoch, que constituyen lo que ahora se conoce como Complejo Cantarell.

#### Declinación de Cantarell
Los primeros barriles de petróleo de Cantarell se produjeron en junio de 1979, con un promedio diario de 4290 barriles. Para diciembre, la producción alcanzaba los 239 000 barriles diarios. El efecto Cantarell se hizo sentir rápidamente. De producir 748 000 barriles diarios durante los setenta, el promedio de producción diaria del país creció hasta alcanzar 2,5 millones de barriles en la década de los ochenta, 2,8 millones en los noventa y 3,2 millones en el periodo 2000-2007. El complejo representó el 36,7 por ciento de la producción total de petróleo de los ochenta, el 40,8 por ciento de los noventa y el 56,8 por ciento en el periodo 2000-2007.
En el mes de diciembre del 2003, Cantarell alcanzó su pico de producción al promediar 2,21 millones de barriles diarios. Es también ese mes cuando la producción global de México alcanzó su nivel más alto de la historia: 3 454 000 barriles diarios.
A principios del año 2004, Cantarell inició un proceso natural de declinación, lo que repercute de manera directa en la caída de la producción nacional de crudo. En el año 2004 la producción del complejo representaba el 63,2 % de la producción de crudo en México.
En 2008, Pemex estimó inicialmente que el campo produciría 1 312 000 barriles diarios en promedio. Sin embargo, arrojó un nivel de producción de 1 047 000 barriles diarios en promedio, lo que significa 265 000 barriles diarios menos de lo previsto originalmente. Se prevé que la producción de Cantarell al 2012, será de alrededor de 600 000 y 700 000 barriles por día, nivel en el que se estima tenderá a estabilizarse para los subsecuentes años. A nivel de activo integral, la relación reserva probada-producción de Cantarell es de 6,8 años, según la prospectiva del 2008.
En febrero de 2009 el Complejo Ku-Maloob-Zaap, localizado también en la Sonda de Campeche, desplazó en producción al Complejo Cantarell, al alcanzar una producción diaria de 787 000 barriles de crudo, 15 000 más que Cantarell. Se estima que el Complejo Ku-Maloob-Zaap llegará a su pico de producción para el año 2011 cuando iniciará su declinación.

### Campeche actual y su economía
La economía de Campeche se sustenta en diversos sectores productivos, entre los se encuentran el extractivo (petróleo), turismo,  la agricultura, pesca y la industria manufacturera; también el sector servicios y el comercio, contribuyen al producto interno campechano.
El sector agrícola de Campeche se caracteriza por la producción de chicozapote, semilla de calabaza y arroz palay, siendo el principal productor de estos cultivos a nivel nacional. También se cultivan frutas tropicales como naranja, limón, papaya, mango de manila, caña de azúcar, sandía, guanábana y almendra.
En cuanto al sector ganadero, en Campeche se cría principalmente ganado bovino y porcino; el sistema de explotación es de tipo extensivo con rotación de potreros. Aunque en todo el estado encontramos ganado bovino es, en la parte sur y centro donde se localiza la mayor población de esta especie, dadas las características naturales propicias para su desarrollo. El ganado porcino se explota tanto en forma doméstica, como en granjas que se encuentran ubicadas por lo general en el centro y norte del estado; generalmente se explotan con doble propósito, para carne y para leche.
La actividad pesquera, también de gran importancia en el estado, ya que muchas personas en la región dependen de los recursos acuáticos para subsistir. Las costas de Campeche albergan diversas especies de gran demanda nacional e internacional como camarón, sierra, róbalo y tiburón; es el estado con mayor captura pesquera de róbalo y jurel.
La industria del estado está formada por cuatro ramas: la manufacturera, la del petróleo y gas, la de construcción y otras que agrupa a la de pesca y a las agroindustrias. Este sector está conformado por empresas de empaque y conservación de especies marinas, elaboración de bebidas, galletas, harinas, azúcar, envasado y filtrado de miel, aserraderos, carpinterías, colorantes vegetales, trituradoras, fábrica de block y cal, entre otras.
La minería, en donde se incluye la extracción de petróleo crudo, es la actividad más significativa del estado de Campeche, la cual representa el 45,2% del PIB estatal. En la actualidad, Ciudad del Carmen concentra la mayoría de las actividades relacionadas con el sector.
Respecto al sector comercial, se caracteriza por ser tradicional y está integrado principalmente por pequeños establecimientos, que generalmente son empresas familiares, aunque en la última década se ha ido modernizando con la introducción de centros comerciales y plazas. Dentro del comercio exterior, está la exportación del camarón, pescados, miel, y productos agroforestales; la mayoría de las importaciones son productos de consumo inmediato con poco valor comercial a diferencia de las demandadas, en su mayoría, por Petróleos Mexicanos que son bienes de capital.
Dentro del sector de servicios la actividad más representativa es el turismo. El estado cuenta con diversos atractivos naturales e históricos que permiten al visitante disfrutar de una gran variedad de paisajes y conocer el legado de la cultura maya y de la época colonial.

#### Regiones económicas
- Región de la costa (abarca todo el litoral de estado): explotación pesquera, de sal, petróleo, copra y turismo.
- Región de la montaña (norte y este): explotación de madera, chicle, agricultura, apicultura, pecuario y turismo.
- Región de la selva (centro y sur): agricultura, ganadería, explotación de maderas y turismo.
- Región de los ríos (suroeste): pesca, agricultura, ganadería, producción de caña de azúcar y turismo.

#### Indicadores
- PIB 2004 (a precios corriente): 8.197
- Participación nacional: 1,2%
- Variación anual: 2,25%

#### Población por sectores económicos
- Población total: 771 822
- Población económicamente activa: 335 038
- Población ocupada total: 328 907
- Población desocupada total: 6 131
- Agricultura, ganadería, silvicultura, caza y pesca: 60 369
- Extractiva y electricidad: 10 416
- Manufacturera: 31 636
- Construcción: 34 461
- Comercio: 54 458
- Servicios: 111 243
- Gobierno y organismos: 25 685

#### Turismo

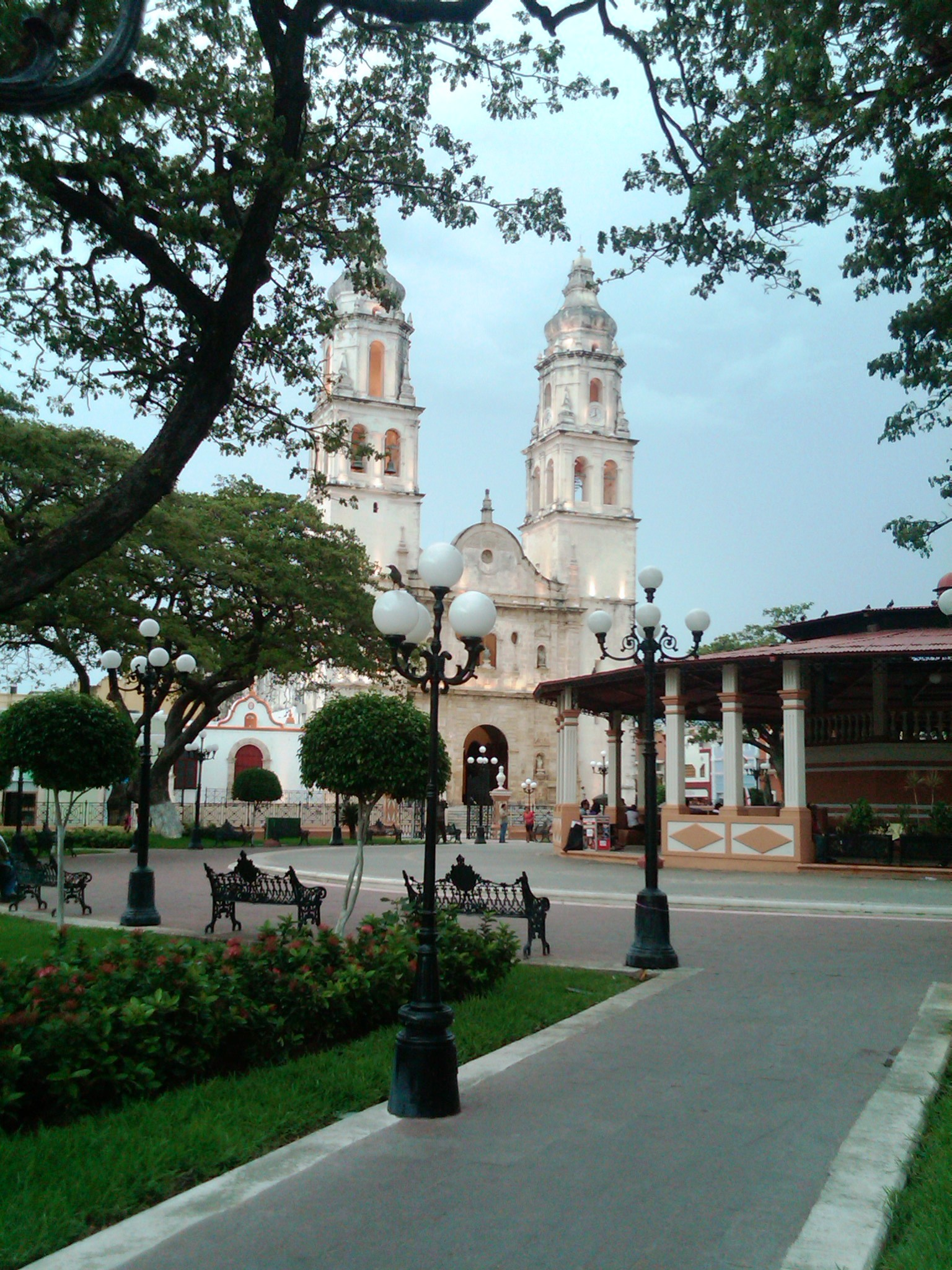
Centro histórico

El turismo en Campeche ha tenido un fuerte impulso en los últimos años. En la actualidad, existen diversos proyectos para fomentar el crecimiento de la actividad turística en diversas regiones de la geografía del estado. En tu visita al Estado de Campeche te podrás percatar que puedes realizar diferentes actividades ya que cuenta con recorridos en tranvía por el centro de la ciudad, recorrido en barco pirata y cuenta con un hermoso malecón en el cual disfrutaras de una hermosa vista. Además de sus zonas arqueológicas entre las cuales una de las más importantes y que forma parte del patrimonio cultural es Calakmul, sin embargo cuenta con otras más como Edzna, Uxmal entre otras.
Apuntalando la actividad turística los lugares emblemáticos en Campeche son:
- Ciudades y pueblos coloniales: la ciudad histórica y fortificada de San Francisco de Campeche, declarada Patrimonio de la Humanidad, donde prevalecen restos de la antigua muralla que la rodeaba, con sus históricos baluartes, puertas, fuertes, baterías, y su centro y barrios históricos; Palizada, peculiar poblado de arquitectura neoclásica situado a orillas del río Palizada; Becál, pequeño poblado, en donde se combinan las construcciones de estilo neoclásico con las chozas mayas. Existen en Campeche otros poblados con diversos atractivos históricos.

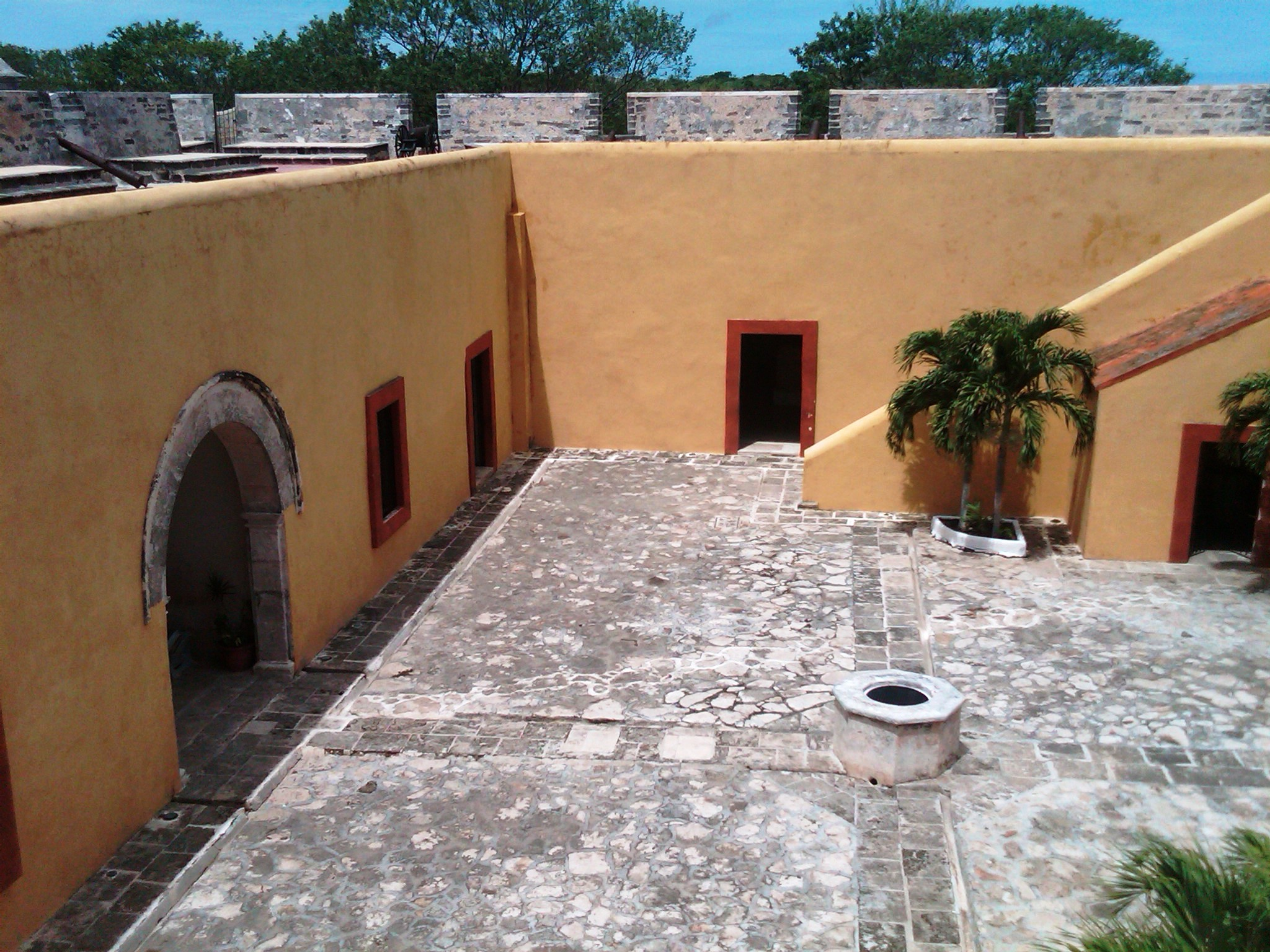
Patio Interno del Fuerte de San Miguel, San Francisco de Campeche

- Haciendas: en estas operó la industria agrícola y forestal del estado: maíz, caña de azúcar, henequén, palo de tinte. Dispersas a lo largo del estado, algunas han sido reconstruidas y rehabilitadas con fines turísticos. Destacan las haciendas de Uayamón, Blanca Flor, San Luis Carpizo, San José Carpizo, Chunkanán, Tankuché.

- Sitios arqueológicos mayas: el estado de Campeche cuenta con un gran número de sitios arqueológicos mayas abiertos al público. Destacan: Calakmul, una de las principales ciudades mayas del período clásico, sitio declarado Patrimonio de la Humanidad; Edzná, con su majestuoso templo de los cinco pisos y demás estructuras; Isla Uaymil; Isla de Jaina; Becán; Chicaná; Xpujil; El Tigre; Hormiguero; Hochob; Balamkú; Santa Rosa X'tampak; Río Bec. Hay otros sitios, innumerables, en proceso de ser abiertos al público y aún muchos inexplorados.

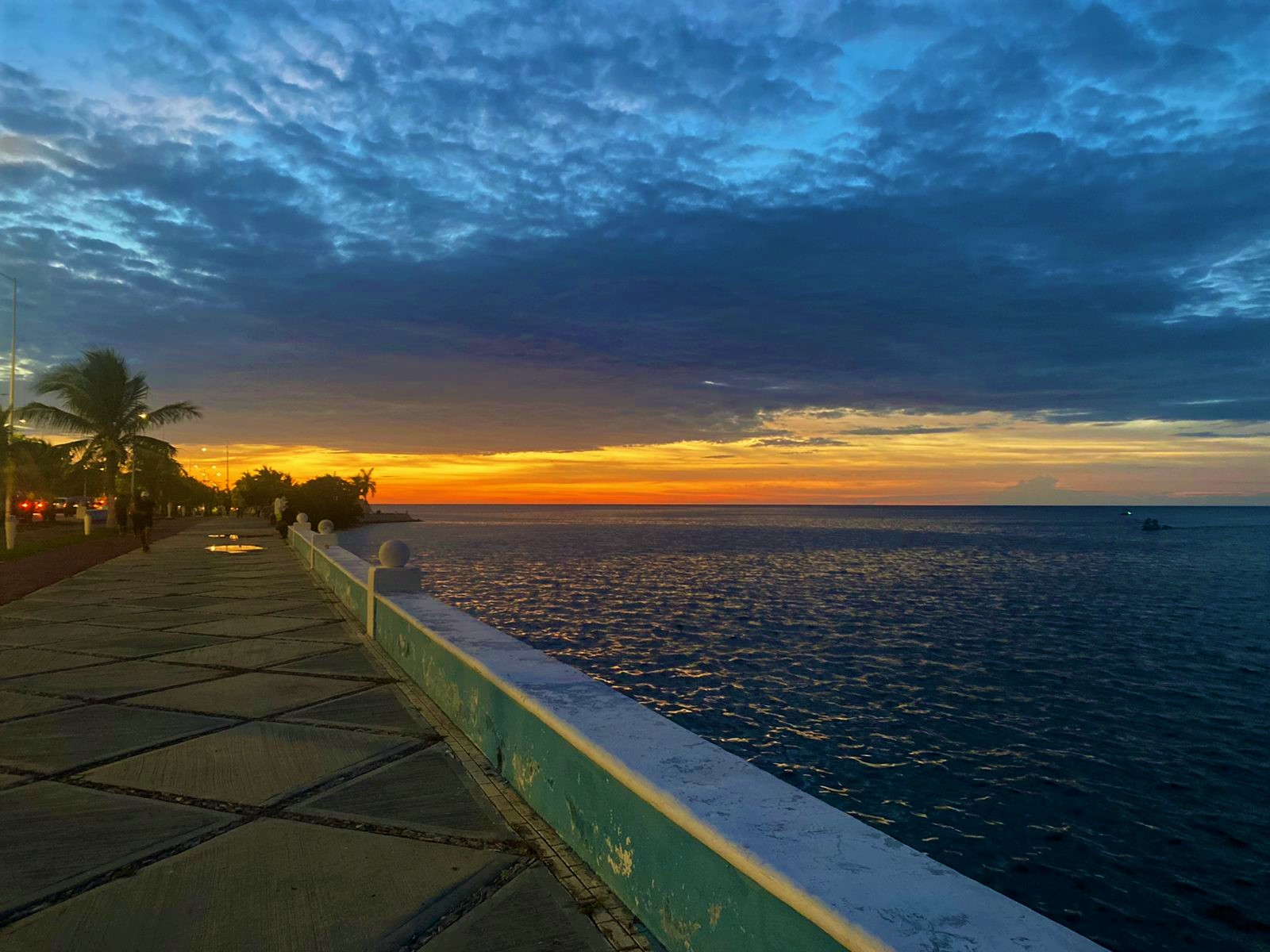
Atardecer en el Malecón de Campeche

- La costa: el litoral campechano cuenta con 523,3 km de extensión; por su variedad de paisajes naturales, constituye una zona idónea para el disfrute de diversas actividades turísticas. En la costa norte del estado, el litoral está conformado por una extensa franja de manglares; hacia el sur, en el litoral de los municipios de Campeche y el norte de Champotón, la costa es árida, con numerosas colinas boscosas que forman hermosas salientes y ensenadas; siguiendo la línea de costa, en los municipios de Champotón y Carmen, se forma una extensa franja arenosa, que cuenta con playas de gran importancia, pues en estas anidan diversas especies de tortugas marinas. Sobresale por su variedad de paisajes naturales la Isla del Carmen, isla que separa a la Laguna de Términos del Golfo de México y en la que se localiza la ciudad del Carmen. Playas: Punta Xen, Chenkán, Sabancuy, Isla Aguada, Puerto Real, Punta San Julián, Bahamitas, Tortugueros, Playa Norte, Xicalango.

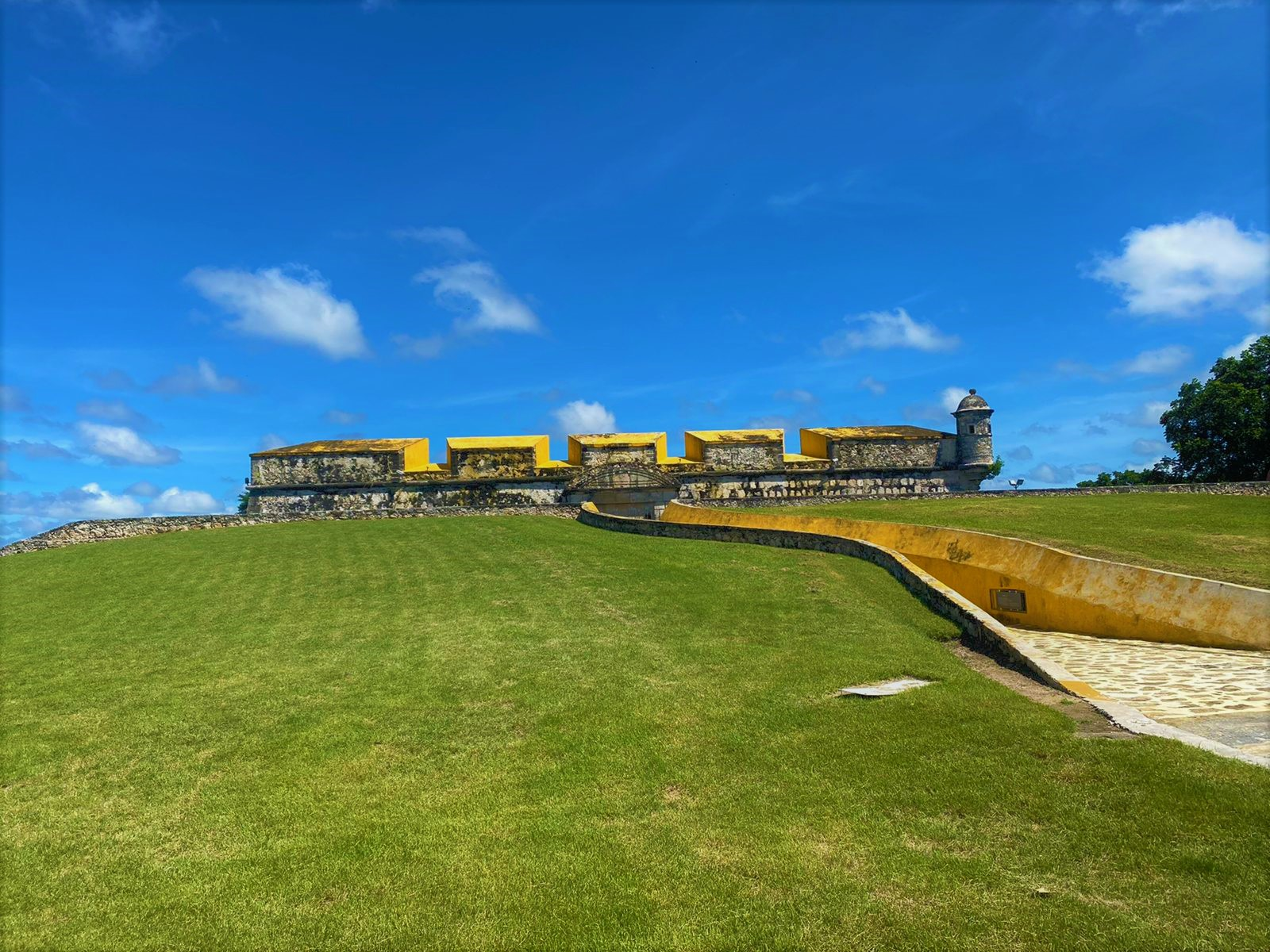
Museo de Arqueología Subacuática, Fuerte de San José El Alto

- Sitios arqueológicos subacuáticos: en los últimos años se han hallado más de 130 sitios arqueológicos frente a las costas de Campeche, estos abarcan desde la prehistoria hasta el siglo XX, pero en su mayoría se trata de barcos hundidos ubicados en arrecifes de coral poco profundos; además, existen múltiples naufragios codiciados, como el de la nave almiranta Nuestra Señora del Juncal, un galeón de la Flota de la Nueva España que naufragó en 1631 cargado con caudales de monedas de oro y plata. También, a más de 100 km frente a la costa, se encuentra el área de Arrecifes del Banco de Campeche, esta zona la conforman algunos arrecifes emergentes los cuales contienen pequeños cayos; como Cayo Arcas (Cayo del Oeste, Cayo del Centro y Cayo del Este) y los Arrecifes Triángulos (Triángulo Oeste, Triángulo Este y Triángulo Sur), asimismo, existen diversos bancos arrecifales sumergidos como el Banco Obispo. Todo esto hace de la Sonda de Campeche un lugar idóneo para la práctica del submarinismo.

- Selvas, humedales, lagunas, esteros, ríos, cenotes, grutas: 40% del territorio campechano es Área Natural Protegida (Los petenes, Laguna de Términos, Calakmul, Balam Kin, Balam Kú y Ría Celestún, colindando con el estado de Yucatán). En el año 2008 se ingresó en la lista indicativa de sitios mexicanos a formar parte del patrimonio mundial de la UNESCO a los humedales de la Laguna de Términos-Centla y a la ecorregión de Los Petenes-Ría Celestún.[31][32]

| Turismo en Campeche       |                                    |              |                               |          |
|                           |                                    |              |                               |          |
| San Francisco de Campeche | Manglares (Laguna de Términos)     | Isla Aguada  | Cenote Azul (Miguel Colorado) | Calakmul |
|                           |                                    |              |                               |          |
| Chicanná                  | Reserva de la Biosfera Los Petenes | Río Palizada | Campamento Tortuguero Chenkán | Edzná    |

#### Sector petrolero
La minería, en donde se incluye la extracción de petróleo crudo, es la actividad más significativa del estado de Campeche, la cual representa el 45,2% del PIB estatal. El estado es un importante generador de divisas debido a los ricos yacimientos petroleros de la Sonda de Campeche, que generan dos terceras partes de la producción nacional de crudo, esta situación convierte a la entidad en un centro donde se requieren de servicios complementarios para las actividades de exploración y producción de crudo que desarrolla la empresa paraestatal Petróleos Mexicanos.
Indicadores que alentan al sector complementario de Petróleos Mexicanos en el estado:
- Carga portuaria, lugar 1
- Empresas certifcadas como “limpia”, lugar 1
- Disponibilidad de capital y PIB industrial, lugar 1
- Productividad laboral, lugar 3
- PEA que ha recibido capacitación, lugar 5
- PEA con estudios superiores y posgrado, lugar 10
- Demandantes de conflicto laboral, lugar 11
- Porcentaje de Inversión sobre gasto total del gobierno, lugar 6
- Degradación de suelos, lugar 10[33]

## Infraestructura
- Puertos. Seybaplaya (altura), Isla del Carmen (altura), Cayo Arcas (PEMEX), Lerma (cabotaje), Champotón (cabotaje) y San Francisco (cabotaje)

- Aeropuertos. Aeropuerto Internacional Ing. Alberto Acuña Ongay de San Francisco de Campeche y Aeropuerto Internacional de Ciudad del Carmen

- Longitud de la red carretera. Año: 2005 Nacional: 355 796 km Estatal: 5.345 km

- Longitud de la red ferroviaria. Año: 2005 Nacional: 26 662 km Estatal: 415,6 km

- Densidad de líneas telefónicas (por cada 100 habitantes). Año: 2006 Nacional: 18,94 Estatal: 11,00

- Líneas telefónicas residenciales y no residenciales. Año: 2006 Nacional: 19 860 911 Estatal: 84.571

- Disponibilidad de energía eléctrica. Año: 2005 Nacional: 96,6% Estatal: 94,5%

- Disponibilidad de drenaje. Año: 2005 Nacional: 84,8% Estatal: 80,0%

- Disponibilidad de agua. Año: 2005 Nacional: 87,8% Estatal: 88,7%[34]

## Cultura

### Gastronomía
La variada alimentación de los mayas se enriqueció más con la llegada de los españoles. Los navegantes aportaron a la gastronomía local nuevos componentes y formas de preparación.
Un gran pilar de la gastronomía campechana es sin duda la enorme variedad de productos que el mar le ha proporcionado a sus habitantes desde tiempos inmemoriales. Las diversas especies de pescado y el camarón han sido los principales ingredientes de muchos de los alimentos de la región, aunque no hay que olvidar aquellos que pertenecían originalmente a la cultura maya, como el pavo, el venado, el jabalí y posteriormente el cerdo, introducido por los españoles.
Algunos de los ingredientes y platos más característicos de Campeche son el cazón con el que se hacen panuchos, empanadas, tamales, tacos y pan de cazón; el pámpano en escabeche y los camarones al coco, en paté, en coctel y en platillos calientes; el chile x´catic que se prepara con relleno de cazón y capeado; los cangrejos, de los que se comen las patas en frío con distintos aderezos. También hay esmedregal, raya, sierra, pulpos, calamares y otras especies como el pámpano, que se empapela con achiote y una pizca de cominos o se prepara en salsa verde; el calamar relleno de camarón y los tamales rellenos de hoja de chaya y huevo cocido, envueltos en hojas de plátano.
El chile habanero es el más común para las salsas, aunque también se utilizan otros para hacer adobos; el achiote es muy apreciado así como las especias y hierbas de olor.
La comida campechana es muy similar a la yucateca, de modo que en ella encontramos expresiones culinarias como el queso relleno, la cochinita pibil, el relleno negro y el famoso mucbil-pollo.
Recetas elaboradas a finales del siglo XIX y principios del XX, revelan una gran riqueza culinaria. Sin embargo, por el hecho de que algunos de los ingredientes utilizados en aquellos tiempos (como tortugas marinas), están vedados ya que las especies involucradas se encuentran en peligro de extinción, estos platillos tradicionales ya no son cocinadas. A pesar de ello, tales recetas son testimonio de la diversidad culinaria de la región.

### Traje Regional de Campeche

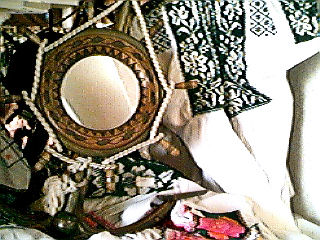
Artesanías campechanas; blusa del traje regional.

Las mujeres del Estado de Campeche tienen dos trajes típicos; el hipil peninsular y el de "Campechana".
Particularmente en los municipios de Hopelchen, Hecelchakan, Calkini, Tenabo y en el de Campeche, al traje típico para la mujer se le llama hipil. En su forma más elaborada, forma el hipil parte de un terno (vestido que consta de tres partes): jubón, fustán y el propio hipil. El terno es el traje que portan las mujeres campechanas en la tradicional fiesta llamada Vaquería.
El hipil (huipil se le llama en otras partes de México) es generalmente un vestido blanco, de la misma dimensión desde arriba hasta abajo, cosido lateralmente, con dos aberturas para los brazos y una más en forma rectangular para la cabeza. El cuello y mangas así como en la parte inferior el vestido está decorados con motivos de gran colorido, generalmente bordados. Debajo del hipil, se usa una enagua larga y amplia llamada fustán (pic en lengua maya), que generalmente también lleva bordada la parte inferior. El terno es una variante del huipil, es el traje que portan las mujeres campechanas en la tradicional fiesta llama Vaquería.
El traje de gala masculino consta de una filipina de lino blanco, pantalón blanco, completándose el conjunto con un elegante sombrero y alpargatas.
El traje de la Ciudad de San Francisco de Campeche es. En el caso de las mujeres, estas solían estrenar cuatro veces al año: en el carnaval y en las fiestas de San Juan, San Román y la Purísima Concepción. En aquella época las patronas le regalaban a su servidumbre los ajuares completos, que con el paso del tiempo se convirtieron en el traje típico de la mujer campechana (Ciudad de San Francisco de Campeche).
La mujer campechana, especialmente la que vivía dentro del recinto amurallado de San Francisco de Campeche, vistió al principio el  "huipil", con una blusa o camisa que conserva la misma hechura de la parte superior del "huipil" original, la blusa se borda a mano con hilos negros alrededor del cuello, de forma cuadrada y de las mangas y del cuello. Los motivos que se bordan están inspirados en las flores de cebolla y calabaza; la primera es más vistosa y más rica en belleza, plasmándose sobre el fondo bordado de lino un bordado de hilo de algodón negro con los símbolos del escudo de la ciudad, murallas y naves con velamen en actitud de arribo. La orilla del cuello y de las mangas lleva un breve encaje que confeccionan con hilos negros y con la misma aguja que han bordado el "punto de cruz". Este encaje se denomina "puntillo" y algunas personas lo llaman "lomillo".
La falda o saya que llega hasta los tobillos es de percal o zaraza, tafeta fina estampada o brocado español, a veces termina con un olán de la misma tela al cual le llaman "arandela". Debajo de la saya lleva una pollera blanca, llamada enagua, recogida al igual que la saya. Complementan el traje un hermoso reboso de Santa María, que saben llevar con gran garbo; este reboso ha sustituido definitivamente la pañoleta o mantilla que anteriormente se portaba. Por último las chanclas o chancletas, confeccionadas en suela dura y charol negro sobre en que se afanan los zapateros con bordados en hilera blanca. Estas chanclas, tienen una reminiscencia morisca. Las puntas se proyectan hacia arriba, en la parte trasera en breve tacón, ya que gustan las bailadoras de armonizar en los sonidos musicales con el golpe del tacón al bailar, el folclore. Se adornan el pelo con peinetas de carey, semicirculares con incrustaciones de oro, monedas antiguas y piedras preciosas.
De su cuello pende una gruesa cadena de oro llamada "soguilla salomónica". A veces estas son tan largas, que abarcan tres vueltas al cuello, llegando hasta la región del ombligo. De esta soguilla penden invariablemente seis monedas antiguas de diez pesos de oro y rematadas por un doblón español o una imagen pesada de oro puro. Los aretes son monedas y a veces una paloma prendida en el lóbulo de la oreja; sostienen las alas y el pico, respectivamente, breves cadenillas que rematan en esferas de oro puro. Su peinado es una larga trenza y moño de vistoso color.
El traje típico masculino consta de pantalón blanco, ancho en las caderas y camisa blanca larga abrochada con botones de oro unidos por una cadena, sombrero de jipi japa, y por calzado, alpargatas de piel de ganado vacuno, con medio tacón.

### Danza
La principal danza es la jarana que es un baile de pareja que consiste en un zapateado sin pasos fijos ni diferenciación entre el hombre y la mujer. En ciertas comunidades predominan determinados pasos localmente tradicionales, sin que ellos excluyan a otros diferentes, propios de las fantasías de los danzantes, ya que cada quien puede realizar sus creaciones personales, entremezclando pasos ya conocidos.

### Música
Además de la música folclórica, en décadas recientes ha habido músicos o grupos que han trascendido a nivel nacional, principalmente cumbia. Entre ellos destacan: Chucho Pinto y sus Kassino, Alfredo "El pulpo" y sus Teclados y Los Socios del Ritmo.

## Estados hermanos
El estado ha firmado los siguientes acuerdos de hermanamiento:
- Texas, Estados Unidos.[38]
- Ciudad de México, México.[39][40]